# Sacco di Roma (410)
Il sacco di Roma del 410 fu uno degli eventi più traumatici della storia antica. Costituì il terzo ed ultimo assedio (dopo quelli del 408 e 409) condotto dai Visigoti di Alarico I sulla più potente capitale dell'antichità, durato ben tre giorni (dal 24 al 27 agosto), in cui gli invasori depredarono luoghi pubblici e svariate case private, specialmente quelle dei più abbienti.
Gli edifici senz'altro più colpiti furono il palazzo dei Valerii sul Celio e le ville padronali sull'Aventino, che furono incendiate; le terme di Decio furono gravemente danneggiate, e il tempio di Giunone regina fu distrutto. Le statue del Foro furono spogliate, la curia Iulia, sede del Senato, data alle fiamme e la stessa augusta Galla Placidia venne presa in ostaggio da Alarico. Ciononostante, Roma incuteva rispetto agli invasori e nei tre giorni di saccheggio Alarico impartì l'ordine di risparmiare i luoghi di culto cristiani (soprattutto la basilica di San Pietro), che considerò come luoghi di asilo inviolabili dove non poteva essere ucciso nessuno.
L'evento ebbe un'immediata risonanza in tutto l'Impero, sconvolgendolo moralmente. Avvertito infatti come evento di portata epocale, venne visto da Agostino d'Ippona (nel De civitate Dei) come segno della prossima fine del mondo o della punizione che Dio infliggeva alla capitale del paganesimo mentre dai gentili come una punizione per l'abiura della religione dei patres per la nuova cristiana. Prima dei Visigoti era dal sacco di Brenno, avvenuto 800 anni prima, che Roma era rimasta inespugnata. Il mito dell'inviolabilità di Roma crollò e la città sarà saccheggiata altre volte fino al 1527.

## Contesto storico

### Stilicone e i Visigoti
Onorio assurse al soglio all'età di soli 11 anni, venendo perciò affidato alla reggenza del magister militum Stilicone, prescelto per questo incarico da Teodosio I sin dal 393. Stilicone, di origine vandala, si trovò così a guidare un Impero certamente debilitato dalle lunghe lotte intestine e dalle tribù barbare di origine germanica che premevano sui suoi confini, ma in quel momento ancora piuttosto saldo e in posizione più sicura rispetto al più ricco ma anche più esposto Oriente. Stilicone rivendicò di essere stato nominato custode di entrambi i figli di Teodosio, e questo incrinò di fatto i suoi rapporti con i primi ministri di Arcadio, che non intendevano cedere a Stilicone la reggenza sull'Imperatore d'Oriente, perché ciò avrebbe implicato per loro la perdita del potere acquisito fino a quel momento. Altro motivo di contesa con l'Oriente romano fu la questione dell'Illirico Orientale, che fino al 379 era appartenuto all'Impero d'Occidente, ma fu trasferito all'Impero d'Oriente sotto Teodosio I: Stilicone rivendicava per l'Occidente romano il possesso delle diocesi di Dacia e Macedonia, essenzialmente perché quelle zone erano state da sempre fonte di reclute di elevata qualità, ma l'Oriente romano non intendeva acconsentire a queste richieste, e da ciò seguì un peggioramento notevole dei rapporti tra le due parti dell'Impero.
Le due partes si trovarono subito a fronteggiare un grave problema. Il neo-proclamato re dei Visigoti, Alarico, che aveva servito come foederatus nell'esercito romano sotto Teodosio, giungendo perfino ad aspirare alla carica di magister militum, destinata invece poi a Stilicone, decise di approfittare del delicato periodo di successione per rivoltarsi. Secondo diversi studiosi, i Visigoti di Alarico erano gli stessi goti che avevano sconfitto l'esercito di Valente nella battaglia di Adrianopoli nel 378 e che erano stati insediati come foederati nei Balcani da Teodosio I nel 382; essi vennero impiegati da Teodosio I nelle lotte contro gli usurpatori gallici Magno Massimo (387-388) ed Eugenio (392-393) e avevano subito pesanti perdite durante la battaglia del Frigido nella quale, secondo Paolo Orosio, Teodosio I aveva ottenuto due vittorie: una sull'usurpatore gallico Eugenio, e un'altra sui foederati goti che servivano nel proprio esercito. Secondo Heather, le perdite subite in quella battaglia spinsero i Goti a rivoltarsi nel tentativo di costringere l'Impero a rinegoziare il foedus del 382 a condizioni più favorevoli: non è ben chiaro a cosa mirassero, ma, con ogni probabilità, le richieste gote comprendevano il riconoscimento di un proprio capo unico, e la nomina di questi a magister militum dell'esercito romano.
Prendendo a pretesto il fatto che Alarico non avesse ottenuto un ruolo di comando nell'esercito romano, i Visigoti invasero la Tracia e la Macedonia: all'epoca vi furono sospetti di collusione con il praefectus praetorio per Orientem Flavio Rufino, che avrebbe spinto Alarico a rivoltarsi. Stilicone intervenne in soccorso dell'Impero d'Oriente marciando con le sue forze contro Alarico, ma Arcadio, spinto da Rufino, nemico di Stilicone, ordinò alle truppe orientali, che formavano una parte dell'armata di Stilicone, di far ritorno in Oriente. Rufino, infatti, aveva ancora timore che in realtà Stilicone mirasse a marciare su Costantinopoli per destituirlo e sostituirsi a lui nella reggenza di Arcadio. Lo stesso Alarico, a capo di un popolo che non era più stato respinto dai Romani dopo la disastrosa sconfitta di Adrianopoli del 378, si trovò a giocare abilmente in mezzo alle rivalità esistenti tra le due parti dell'Impero. Stilicone obbedì e rimandò indietro le truppe che di fatto non avevano fatto ritorno in Oriente dopo la battaglia del Frigido, indebolendo il suo esercito. Intanto, giunte a Costantinopoli, le truppe uccisero Rufino: i sospetti che fossero state sobillate dallo stesso Stilicone furono alti.
Nel 397, intanto, Alarico aveva invaso il Peloponneso, ma venne affrontato da Stilicone, sbarcato in Acaia con un imponente esercito: Alarico fu accerchiato dall'esercito di Stilicone a Foloe, una catena montuosa dell'Arcadia, ma il generale romano esitò a dare il colpo definitivo ai Visigoti; in questo modo Alarico ebbe a disposizione sufficiente tempo per trovare una via di fuga non sorvegliata da cui fuggire all'accerchiamento. Non sono chiari i motivi dell'esitazione di Stilicone: il generale romano forse non si fidava a sufficienza del suo esercito, che peraltro alcune fonti ostili al generale accusarono di aver devastato la Grecia forse anche in modo peggiore rispetto allo stesso Alarico, o forse intendeva negoziare con Alarico un'alleanza contro l'Impero d'Oriente. In ogni modo l'esitazione di Stilicone nell'annientare Alarico non fece che rinfocolare nuovi sospetti sul conto del generale romano in Oriente, e il nuovo primo ministro di Arcadio, Eutropio, fece dichiarare dal Senato di Costantinopoli Stilicone nemico pubblico dell'Impero d'Oriente, probabilmente con l'accusa di collusione con i Goti. Nel frattempo Alarico, giunto ad un accordo con Arcadio, venne nominato dall'Impero d'Oriente magister militum per Illyricum, e ciò gli permise di riequipaggiare il suo esercito di nuove armi; inoltre, ai Goti fu rinnovato il trattato di alleanza del 382 a condizioni maggiormente favorevoli per essi: ottennero nuove terre da coltivare e dove insediarsi in Dacia e Macedonia.
In quello stesso anno i contrasti tra i due imperi portarono a una rivolta in Africa: il comes Africae Gildone trasferì infatti la propria obbedienza all'Impero d'Oriente, di conseguenza rivoltandosi e interrompendo il rifornimento del grano proveniente dall'Africa a Roma. Stilicone reagì immediatamente inviando contro il ribelle un'armata sotto il comando di Mascezel, fratello dello stesso Gildone; la rivolta venne immediatamente sedata e l'Africa ritornò a rifornire Roma e l'Italia di grano, anche se Mascezel perì in circostanze sospette, forse assassinato per ordine di Stilicone.

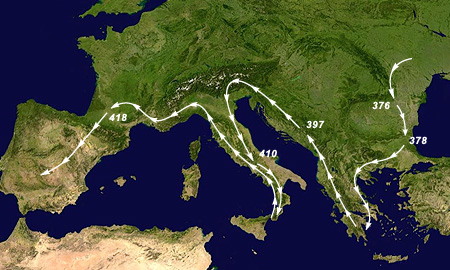
Migrazione principale dei Visigoti

Nel 399, tuttavia, Eutropio, caduto in disgrazia, fu giustiziato e i suoi successori, probabilmente in seguito alla rivolta di Gainas, annullarono la validità del trattato firmato da Eutropio con i Goti nel 397: i Goti persero il riconoscimento legale da parte di Costantinopoli delle terre da loro occupate e Alarico fu privato della carica di magister militum per Illyricum da Arcadio. Il re goto, minacciato forse dagli Unni di Uldino (alleati di Arcadio) e conscio che con Stilicone (che portava avanti la politica filogotica di Teodosio I) e con il governo occidentale sarebbe stato più facile raggiungere un accordo, mosse ben presto verso l'Italia, superando i primi contrafforti alpini nell'anno 401. Erano iniziate, per l'Occidente romano, le invasioni barbariche.
I motivi per cui Alarico decise di invadere l'Italia non furono precisati dalle fonti antiche, alquanto laconiche al riguardo. In passato fu avanzata da alcuni studiosi la congettura che, in modo analogo a quanto sarebbe poi successo nel 489 con il re ostrogoto Teodorico, Alarico e i Visigoti sarebbero stati sobillati dai diplomatici di Arcadio a invadere l'Italia al duplice fine di danneggiare Stilicone e di liberarsi della loro scomoda presenza. I suddetti studiosi portano a supporto della propria tesi i cattivi rapporti tra Stilicone e i primi ministri di Arcadio, soprattutto Rufino ed Eutropio, e la conseguente conflittualità tra le due partes. Tuttavia, in tempo recente, tale teoria è stata contestata da diversi studiosi, anche perché è stato dimostrato che i rapporti tra le due partes migliorarono decisamente nel periodo 401-403, per poi peggiorare di nuovo solo a partire dal 404. Non è da escludere, secondo una congettura alternativa, che Alarico fosse stato scacciato dalla pars orientis e costretto a spostarsi nell'Occidente romano dall'intervento militare degli Unni di Uldino, che, in qualità di alleati dell'Impero d'Oriente, potrebbero aver ricevuto da Arcadio l'ordine di attaccare i Visigoti.
Fu proprio Stilicone a fronteggiare Alarico e i suoi Visigoti quando questi varcarono le Alpi, marciando su Milano (sede della corte di Onorio). Ripetutamente sconfitti a Pollenzo (402) ed a Verona (403), i Visigoti ripiegarono sull'Illirico, mentre Stilicone garantiva ad Alarico un congruo tributo nel tentativo di tenerlo a bada. La dinamica di tali battaglie resta tuttavia sconosciuta: nessuna si rivelò decisiva e Alarico poté sempre sfuggire ad una capitolazione definitiva. Più di uno storico ritiene che in realtà Stilicone, a corto di soldati, cercasse un accomodamento e forse addirittura un'alleanza con il potente esercito visigoto. Questo quadro sembrerebbe confermato dalle fonti: Sozomeno e Zosimo narrano che intorno al 405 Alarico era insediato nella «regione dei Barbari ai confini di Dalmazia e Pannonia», aveva ricevuto per volere di Stilicone una carica militare romana, e aveva stipulato con il generalissimo d'Occidente un'alleanza militare, impegnandosi ad assisterlo a sottrarre all'Impero d'Oriente le diocesi contese dell'Illirico orientale. La maggioranza degli studiosi sostiene che, in base a un accordo tra Stilicone e i Goti stipulato in seguito alla Battaglia di Verona, quest'ultimi furono insediati nell'Illirico Occidentale, nei distretti di frontiera a cavallo tra Dalmazia e Pannonia, e che Alarico ottenne la carica di Comes Illyrici (governatore militare dell'Illirico Occidentale). Altri studiosi, invece, negano un immediato accordo tra Stilicone e i Goti dopo Verona, sostenendo che il generalissimo garantì loro solo un salvacondotto e che conseguentemente i Visigoti tornarono nell'Illirico Orientale; essi sostengono che la «regione dei Barbari ai confini di Dalmazia e Pannonia» menzionata da Sozomeno andrebbe identificata non con i distretti di frontiera a cavallo tra Dalmazia e Pannonia ma con un distretto dell'Illirico Orientale ai confini dell'Impero d'Occidente (come Moesia I o Praevalitana); inoltre, una lettera di Onorio ad Arcadio datata 404 evidenzia che i territori dell'Illirico Orientale fossero devastate da non ben precisati Barbari, probabilmente da identificare con i Visigoti di Alarico, a conferma di un loro possibile ritorno in territorio romano-orientale nel 403. Essi datano l'alleanza militare tra Stilicone e Alarico contro l'Impero d'Oriente intorno al 405, sostenendo che la carica militare romana concessa ad Alarico da Stilicone fosse quella di magister militum per Illyricum.
Il pericolo corso durante l'invasione visigota aveva dimostrato la vulnerabilità della frontiera sud-orientale, tanto da spingere Onorio a trasferire nel 402 la sua capitale da Milano alla più sicura Ravenna, difesa dallo sbarramento naturale del Po e dalla potente Classis Praetoria Ravennatis, che con il controllo del mare garantiva anche un sicuro collegamento con le province occidentali e, soprattutto, con l'Oriente.
Nel 405 Stilicone riprese i progetti contro l'Impero d'Oriente, sfruttando l'alleanza con Alarico. In vista della progettata campagna contro l'Impero d'Oriente, Stilicone rifiutò di riconoscere il console romano-orientale per l'anno 405 e vietò alle navi romano-orientali l'accesso ai porti romano-occidentali; al contempo, ordinò ad Alarico di invadere l'Epiro, sotto la giurisdizione di Costantinopoli, e attendere in quella provincia l'arrivo delle truppe romano-occidentali per un'ulteriore sortita. In seguito all'ordine di Stilicone, Alarico abbandonò la «regione dei Barbari ai confini di Dalmazia e Pannonia», dove si era insediato in seguito alla ritirata dall'Italia, e marciò alla testa delle proprie truppe in Epiro, che occupò in ottemperanza dei piani del generalissimo. Stilicone intendeva presumibilmente costringere Arcadio a restituire all'Occidente romano l'Illirico Orientale, per poi concederne ad Alarico il governo militare con la carica di magister militum per Illyricum; in questo modo Stilicone, a corto di soldati, avrebbe acquisito un'importante fonte di reclutamento ed avrebbe potuto contare anche su ulteriori aiuti militari da parte dei Goti di Alarico, una volta accolte le loro richieste. Confidando nel buon esito dell'operazione, Stilicone nel frattempo aveva già nominato un prefetto del pretorio dell'Illirico, Giovio, al fine di approvvigionare l'armata di Alarico.
Stilicone non poté, tuttavia, portare avanti i suoi progetti ostili all'Impero d'Oriente perché ne fu impedito da una nuova serie di invasioni barbariche. Nel 405/406, la strada aperta da Alarico venne ripercorsa da una nuova orda di barbari coalizzati sotto l'egida dell'ostrogoto Radagaiso, i quali desolarono le regioni dell'Italia centro-settentrionale, prima di essere fermati a Fiesole, il 23 agosto 406, da Stilicone, grazie all'intervento di truppe ausiliarie unne e gote, condotte rispettivamente da Uldino e Saro; 12 000 soldati dell'esercito sconfitto di Radagaiso furono arruolati nell'esercito romano, mentre il resto fu ridotto in schiavitù. In quello stesso anno, il giorno 31 dicembre un'orda barbara di straordinarie proporzioni, costituita da Vandali, Alani e Suebi, sospinta verso occidente dagli Unni, attraversò il Reno ghiacciato e penetrò in Gallia.

### La fine di Stilicone (408)

Dittico di Stilicone, Monza, Tesoro del Duomo

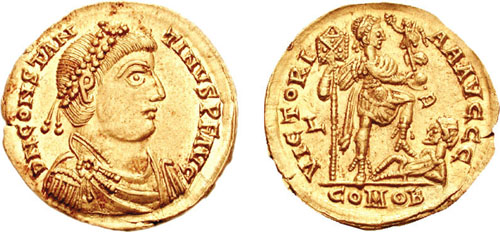
Solidus dell'usurpatore Costantino III, associato nel 408 da Onorio quale co-imperatore.

Negli ultimi mesi del 406, le scarse attenzioni rivolte dal governo di Onorio alla Britannia, minacciata in misura sempre crescente dalle incursioni e scorrerie degli invasori e pirati barbarici, spinse le legioni ivi di stanza a rivoltarsi acclamando imperatore prima un certo Marco, poi, alcuni mesi dopo, un certo Graziano ed infine, dopo il rifiuto di questi di intervenire contro i barbari che nel frattempo avevano invaso la Gallia, il generale Flavio Claudio Costantino. Questi, attraversata La Manica e sbarcato a Boulogne, riuscì a bloccare temporaneamente l'avanzata dei barbari e a prendere il controllo di gran parte dell'Impero: Gallia, Spagna e Britannia.
Mentre Costantino III sottraeva al legittimo governo di Onorio la prefettura del pretorio delle Gallie, già in gran parte devastata da Vandali, Alani e Svevi, a Ravenna Stilicone stava ultimando i preparativi per la spedizione illirica in alleanza con Alarico contro l'Impero d'Oriente, volta a sottrarre alla pars orientis le diocesi contese dell'Illirico orientale. Due notizie però trattennero Stilicone dal partire per l'Illirico: dapprima arrivò la notizia dubbia e poi rivelatasi falsa che Alarico fosse deceduto; Stilicone manifestò parecchi dubbi sulla veridicità di tale notizia, e cercò di accertarsene; nel frattempo, però, gli giunsero lettere di Onorio provenienti da Roma, che lo informarono dell'usurpazione di Costantino III; a tale notizia, il generale romano fu costretto ad annullare la spedizione illirica e a ritornare a Roma per stabilire le mosse future.
Stilicone, intenzionato a recuperare il possesso della Gallia ponendo fine all'usurpazione di Costantino III, nel 407 inviò nella regione un'armata condotta dal generale romano di origini gote Saro: nonostante alcuni successi iniziali, come la sconfitta e l'uccisione dei due generali di Costantino III, Giustiniano e Nebiogaste, Saro non riuscì ad ottenere la resa dell'usurpatore, che frattanto si era rifugiato nella città di Valentia, assediata invano dalle truppe legittimiste per sette giorni; durante il settimo giorno di assedio, infatti, accorsero in soccorso dell'usurpatore i rinforzi condotti dal franco Edobico e dal britannico Geronzio, i quali costrinsero l'armata di Saro a levare l'assedio e a battere in ritirata; la ritirata frettolosa dell'armata di Saro, sfuggito peraltro a stento alla cattura, verso l'Italia fu ostacolata durante l'attraversamento delle Alpi dai briganti Bagaudi, che consentirono all'esercito romano il passaggio solo a patto che venisse loro ceduto tutto il bottino di guerra.
Nel frattempo, nel 408, Stilicone fu informato che Alarico aveva lasciato l'Epiro, e che aveva collocato il suo accampamento a Emona, città situata tra la Pannonia Superiore e il Norico. Il re dei Goti aveva ricevuto lettere da Onorio, che gli avevano annunciato l'annullamento della spedizione, e gli avevano ordinato di rientrare in territorio romano-occidentale. Alarico, contrariato per l'annullamento della spedizione senza che avesse ricevuto alcuna ricompensa o almeno un rimborso spese per il mantenimento delle sue truppe per tutto il tempo trascorso in Epiro in attesa di Stilicone, decise di marciare sul Norico, da dove inviò messaggeri al generalissimo d'Occidente con la richiesta d'un esborso a suo favore di 4 000 libbre d'oro, non solo come ricompensa per i servigi prestati all'Impero d'Occidente in Epiro, ma anche come rimborso spese per il viaggio dall'Epiro al Norico, e minacciando di invadere l'Italia in caso di diniego. Stilicone, all'arrivo dei messaggeri di Alarico a Ravenna, li trattenne in quel luogo, e si diresse a Roma, dove intendeva consultarsi con l'Imperatore e con il Senato romano riguardo al pagamento di Alarico.
Il Senato, riunitosi al palazzo imperiale, discusse se dichiarare guerra al re dei Goti, oppure pagargli la somma di denaro: la maggior parte dei senatori erano propensi per la guerra, mentre Stilicone e pochi altri erano di opinione contraria, e votarono per la pace con Alarico. Quando i senatori favorevoli alla guerra chiesero a Stilicone perché propendeva per la pace, e conseguentemente al disonore del nome romano, in quanto essa veniva comprata con del denaro, il generale romano rispose rammentando ai presenti di come Alarico fosse originariamente intervenuto in Epiro a vantaggio degli interessi romano-occidentali e, dunque, di come il piano d'annessione dell'Illirico Orientale avrebbe già avuto successo se non fosse intervenuta la moglie di Stilicone, Serena, che, determinata a evitare una guerra civile tra le due parti dell'Impero, convinse Onorio a fermare la spedizione. Stilicone mostrò inoltre al Senato una lettera dell'Imperatore a riprova di quanto aveva affermato. Il Senato, ascoltate le argomentazioni di Stilicone, accettò controvoglia di versare ad Alarico le quattromila libbre d'oro: soltanto un senatore di nome Lampadio, secondo la tradizione, ebbe il coraggio di affermare che «questa non è una pace, ma un contratto di servitù».
Una volta che Alarico ebbe ricevuto l'oro richiesto, Onorio decise di lasciare Roma per stabilirsi a Ravenna, sembra per suggerimento di Serena, che riteneva Ravenna una sede più sicura di Roma per l'Imperatore in caso di un'eventuale invasione visigota della Penisola. Onorio progettava inoltre di recarsi a Pavia per visionare l'esercito che doveva essere inviato contro l'usurpatore Costantino III. Stilicone e il suo avvocato e consigliere, Giustiniano, tentarono invano di distogliere l'Imperatore dal viaggio: i timori di Giustiniano, condivisi peraltro da Stilicone, erano che, se Onorio si fosse recato a visionare le truppe romane di stanza a Pavia, esse, avverse a Stilicone, avrebbero potuto rivoltarsi; il generalissimo arrivò addirittura a sobillare alla rivolta i federati di Saro di stanza a Ravenna pur di indurre l'Imperatore a rimanere a Roma. Onorio, tuttavia, non si fece intimorire e, giunto a Bologna, scrisse a Stilicone, che all'epoca si trovava a Ravenna, ordinandogli di punire i rivoltosi. Quando però Stilicone annunciò la sua intenzione di punirli con la decimazione, i soldati con un dirotto pianto ottennero che il generale scrivesse all'Imperatore, chiedendo di non punirli; in questo modo ottennero il perdono dall'Imperatore, scampando pertanto alla punizione.
Stilicone raggiunse quindi Onorio a Bologna, dove i due ebbero una discussione accesa: Onorio, essendosi spento da poco suo fratello Arcadio, intendeva infatti recarsi a Costantinopoli per assicurare la successione al nipote Teodosio II, figlio di Arcadio; ma Stilicone lo convinse che data la delicatissima situazione (con Alarico e Costantino "III" in agguato) la presenza dell'Imperatore in Italia fosse necessaria e che pertanto si sarebbe recato lui stesso in sua vece a sistemare le cose. Stilicone consigliò inoltre ad Onorio di negoziare una nuova alleanza con Alarico: il generale intendeva infatti impiegare i foederati visigoti in Gallia contro l'usurpatore Costantino III insieme alle legioni romane, sperando che con un tale dispiegamento di forze si sarebbe potuta recuperare l'intera provincia. Convinto da Stilicone, Onorio scrisse ad Alarico e all'Imperatore d'Oriente e partì da Bologna per raggiungere Pavia. Partito Onorio, Stilicone si preparò per partire per Costantinopoli ma, narra Zosimo, tardò ad eseguire ciò che aveva promesso.
Nel frattempo, la fazione della corte di Onorio contraria alla politica filogotica ed antiorientale di Stilicone, capeggiata dal cortigiano Olimpio, originario dal Ponto Eusino, decise di passare all'azione per provocare la rovina del generalissimo. Olimpio, durante il viaggio dell'Imperatore verso Pavia, cominciò ad instillare nella mente di Onorio dei sospetti sull'effettiva fedeltà di Stilicone all'Impero, affermando di come avesse ordito lui stesso l'assassinio di Rufino, di come s'intrigasse con Alarico, di come avesse sobillato Vandali, Alani e Svevi a invadere la Gallia nel 406 e, infine, di come avesse insistito per dirigersi a Costantinopoli al posto suo per mettere sul trono imperiale il figlio Eucherio. Giunto poi a Pavia, Olimpio ripeté gli stessi discorsi volti a screditare Stilicone all'esercito ivi radunato, spingendolo pertanto alla rivolta. La rivolta delle truppe di Pavia avvenne il 13 agosto 408, nel corso del quarto giorno dall'entrata di Onorio nella città, proprio nel momento in cui l'Imperatore, nel passare in rassegna le truppe, le stava incitando a dare il massimo nella guerra contro l'usurpatore Costantino III. Le truppe, al segnale di Olimpio, scoppiarono in rivolta uccidendo i principali sostenitori di Stilicone e dandosi al saccheggio della città. Si narra che nel tentativo di sedare la rivolta Onorio, toltosi la porpora e il diadema, simboli del potere imperiale, si fosse messo a vagare per la città nel tentativo di fermare personalmente i soldati, riuscendoci con molta fatica.
Nel frattempo, a Bologna Stilicone, alla notizia della rivolta di Pavia, radunò i foederati barbari per stabilire le misure da prendere a proposito: fu deciso che essi avrebbero represso la rivolta con severità solo nel caso in cui Onorio fosse stato ucciso dai ribelli; in caso contrario, avrebbero castigato i soli principali responsabili della sommossa, nonostante l'uccisione di molti magistrati. Quando arrivò la notizia che i ribelli non avevano recato alcun danno a Onorio, Stilicone, avendo intuito che l'Imperatore gli era diventato ostile, stabilì di non intervenire per punire l'esercito, ma di recarsi a Ravenna, determinato a parlare direttamente con l'Imperatore per tentare di difendersi dalle accuse di tradimento. I federati barbari, non essendo d'accordo con Stilicone, tentarono invano di distoglierlo ed alcuni di essi, sotto il comando di Saro, ricorsero persino alla violenza, massacrando di notte le guardie del corpo unne di Stilicone, il quale però riuscì a fuggire. Il generale, constatato di non potersi fidare nemmeno dei soldati barbari che lo servivano, decise, nel corso del viaggio verso Ravenna, di avvertire le città dove dimoravano le mogli e i figli dei federati barbari di non aprire loro le porte nel caso si fossero presentati di fronte a queste città chiedendo di entrare.
Stilicone non riuscì però a conferire con Onorio, in quanto Olimpio era riuscito a persuadere l'Imperatore a scrivere alle truppe di Ravenna di arrestarlo e giustiziarlo sedutastante. Il generale riuscì però a trovare riparo di notte in una chiesa nelle vicinanze, chiedendo asilo politico. La mattina successiva, i soldati entrarono in chiesa e giurarono di fronte al vescovo ravennate che avevano ricevuto dall'Imperatore soltanto l'ordine di trarlo in arresto, portandone a prova una lettera dell'Imperatore. Non appena il generale uscì dalla chiesa sotto la custodia dei soldati, tuttavia, arrivarono altre lettere dalla stessa persona che aveva portato la prima, in cui veniva decretata l'esecuzione di Stilicone in quanto ritenuto colpevole di gravi crimini contro lo stato. Mentre suo figlio Eucherio fuggiva verso Roma, Stilicone fu dunque condotto sul luogo dell'esecuzione. I federati barbari al suo seguito, insieme ai suoi servi e ad altri amici e parenti, tentarono di intervenire per salvarlo dall'esecuzione, ma Stilicone li fermò all'istante, accettando il suo destino. Stilicone fu giustiziato il 23 agosto 408 da Eracliano.
In seguito all'esecuzione di Stilicone, Olimpio si impossessò del controllo dell'Impero, ricevendo la carica di magister officiorum e ottenendo dall'Imperatore che le alte cariche dello stato fossero assegnate a uomini di sua fiducia. Il regime di Olimpio si occupò anche di perseguitare i famigliari e i partigiani di Stilicone, molti dei quali furono processati, interrogati affinché confessassero i presunti piani di tradimento di Stilicone e infine giustiziati; tuttavia nessuno di costoro, neanche sotto tortura, confermò la veridicità delle accuse contro Stilicone. Onorio divorziò da Termanzia, figlia di Stilicone, e ordinò l'esecuzione di Eucherio, il quale riuscì però a trovare riparo in una chiesa di Roma. A Roma il comes sacrarum largitionum Eliocrate ricevette l'ordine di confiscare e vendere i beni di chiunque avesse ottenuto magistrature nel periodo della reggenza di Stilicone.
La presa di potere della fazione di Olimpio comportò anche l'estromissione di barbari dai vertici dell'esercito e la conseguente troncatura dei rapporti d'alleanza con le forze d'Alarico: ciò, tuttavia, provocò effetti deleteri per l'Impero, indebolendo l'esercito. Infatti, forse per ordine di Olimpio, le truppe di presidio delle città massacrarono le mogli e i figli dei soldati barbari al servizio dell'Impero e ne saccheggiarono le case. I soldati barbari, informati della notizia e determinati a vendicarsi dei Romani che avevano trucidato le loro famiglie, decisero di disertare e allearsi con Alarico. Secondo Zosimo, Alarico fu così rinforzato da 30 000 soldati barbari che fino a poco tempo prima avevano servito Roma e Stilicone. Peter Heather ritiene invece che la cifra di 30 000 soldati si riferisca all'intero esercito di Alarico dopo la defezione dei mercenari di Stilicone, avanzando l'ipotesi che Zosimo possa aver frainteso su questo punto la propria fonte, Olimpiodoro di Tebe.
Onorio, rimasto privo di una valida forza militare con cui opporsi ai barbari e all'usurpatore Costantino, decise nel 408 di riconoscere quest'ultimo co-imperatore, associandolo inoltre al consolato per l'anno successivo.

### Invasione dell'Italia e assedio di Roma (408)
Alarico, rinforzato dai già citati 30 000 soldati barbari un tempo al servizio dell'Impero, subì da loro forti pressioni affinché rompesse gli accordi stretti con Roma e invadesse l'Impero, in modo da vendicare il massacro delle loro famiglie. Alarico tuttavia decise di anteporre le negoziazioni alla guerra; inviò ambasciatori alla corte di Onorio, proponendo la pace a condizione che gli fossero ceduti come ostaggi Ezio e Giasone e una piccola somma di denaro, in cambio del ritiro dei Visigoti dal Norico per stabilirsi in Pannonia.
Onorio, influenzato da Olimpio e ormai contrario ad ogni negoziazione con i Goti, rifiutò la proposta di pace di Alarico, ma nemmeno prese misure adeguate per arginare l'invasione. Secondo Zosimo l'imperatore avrebbe dovuto affidare il comando dell'esercito a Saro, guerriero di origini gote molto valoroso ed esperto, il quale avrebbe opposto, a dire di Zosimo, una resistenza molto più strenua ad Alarico. Al contrario Saro fu addirittura congedato e l'esercito affidato a uomini di fiducia di Olimpio, ossia Turpilione, comandante della cavalleria (magister equitum praesentalis), Varanes, comandante della fanteria (magister peditum praesentalis), Vigilanzio, comandante delle truppe domestiche (comes domesticorum). Secondo Zosimo queste scelte risultarono nefaste, dato che questi tre generali non si rivelarono nei fatti all'altezza degli incarichi loro affidati in un momento così critico: costoro infatti, invece di radunare tutte le forze a loro disposizione per fermare Alarico, trascurarono ogni preparativo di arginare l'invasione ormai imminente.
Nel frattempo Alarico aveva inviato richiesta a suo cognato Ataulfo, al comando di un gruppo di Goti e di Unni insediatosi in Pannonia, di unirsi a lui nell'impresa, raggiungendolo con la sua armata in Italia. Non attendendo tuttavia il suo arrivo, Alarico iniziò l'invasione della Penisola, passando per Aquileia e le altre città oltre il Po, cioè Concordia, Altino e Cremona; attraversò poi il fiume e, senza trovare alcuna opposizione, arrivò fino al castello di Bononia (Bologna). Da lì attraversò tutta l'Emilia, passando per Rimini (Ariminum), che si trovava in Flaminia, e da lì giunse nel Piceno. Dal Piceno si diresse verso Roma, saccheggiando tutte le città lungo il tragitto.
La marcia di Alarico non trovò nessun esercito che gli si opponesse: infatti il regime di Onorio, invece di prendere misure adeguate per opporre resistenza all'invasione, era ancora intento a cercare Eucherio, figlio di Stilicone, per giustiziarlo con l'accusa di tradimento. Gli eunuchi Arsacio e Terenzio lo giustiziarono a Roma, provvedendo poi a consegnare Termanzia, che Onorio aveva ripudiato in seguito all'esecuzione di Stilicone, a Serena. Essendo impossibilitati a ritornare a Ravenna via terra a causa dell'invasione di Alarico, furono costretti a tornarvi via mare. Giunti a Ravenna, furono ricompensati dall'Imperatore e da Olimpio per aver portato a termine il loro compito: Terenzio fu promosso a praepositus sacri cubiculi e Arsacio alla posizione immediatamente inferiore (forse quella di primicerius sacri cubiculi). Olimpio nel frattempo aveva ordinato l'esecuzione del Comes Africae Batanario, accusato di tradimento in quanto cognato di Stilicone, sostituendolo con Eracliano, come premio per aver giustiziato Stilicone.
Mentre il governo di Ravenna prestava molta più attenzione a perseguitare i partigiani e i famigliari di Stilicone piuttosto che opporre resistenza all'invasione, l'esercito di Alarico era ormai giunto in prossimità delle mura di Roma. Quando l'assedio alla città eterna cominciò, il Senato romano sospettò (probabilmente a torto) che Serena, moglie di Stilicone, progettasse di consegnare Roma ai Barbari e, dopo sommario processo, la giustiziarono, sperando così che Alarico, abbandonata ogni speranza di espugnare la città senza più l'appoggio della presunta traditrice, avrebbe levato l'assedio. Le loro speranze vennero frustrate e Alarico continuò l'assedio dell'Urbe, intenzionato a prenderla per la fame: fece circondare tutte le porte della città e si impadronì del controllo del fiume Tevere, impedendo così l'arrivo di ogni rifornimento dal porto alla città. I Romani, in attesa di aiuti da Ravenna, deliberarono di ridurre la distribuzione di annona dapprima a un mezzo, e poi a un terzo. Leta, moglie dell'ex Imperatore Graziano, coadiuvata da sua madre Tisamena, si adoperò con la sua carità per sfamare il più possibile la popolazione stremata per il protrarsi dell'assedio, ma ben presto anche lei non poté più far nulla di fronte alla carestia dilagante. Non ricevendo aiuti da Ravenna ed essendosi diffusa la carestia, parte della popolazione di Roma perì di fame e di stenti.
Stremati dalla fame, i Romani inviarono un'ambasceria ad Alarico, per informarlo che avrebbero accettato qualsiasi condizione ragionevole purché levasse l'assedio: l'ambasceria era condotta dall'ispanico Basilio e dall'ex primicerius notariorum Giovanni, quest'ultimo già noto ad Alarico ed abile pacificatore; tra l'altro nella Città Eterna si era diffuso il sospetto che non fosse veramente Alarico ad assediare l'Urbe, ma piuttosto un sostenitore di Stilicone in cerca di vendetta. Quando gli ambasciatori ebbero invece conferma che l'assediante era proprio Alarico, gli riferirono le proposte del Senato romano, ricordandogli che, se non fosse stato disposto ad accettarle, il Senato e il popolo romano erano pronti ad uscire dalla città armati per combatterlo. Alarico, alla minaccia dei Romani, rispose sprezzante: "l'erba folta si taglia meglio di quella rada!", affermando inoltre che avrebbe levato l'assedio solo a condizione di ricevere tutto l'oro, l'argento, le suppellettili e gli schiavi della città, e quando gli ambasciatori gli chiesero che cosa sarebbe rimasto ai cittadini di Roma, Alarico replicò: "la vita". L'ambasceria ritornò nella città comunicando ai cittadini le dure condizioni di pace imposte da Alarico.
Nel frattempo, alcuni abitanti della Tuscia riferirono al praefectus urbi, Pompeiano, che Narni si era salvata dall'assedio di Alarico grazie alla devozione della popolazione nei confronti delle antiche divinità pagane; infatti, in seguito all'esecuzione dei riti pagani, un provvidenziale temporale aveva terrorizzato i Goti, costringendoli a levare l'assedio. Pompeiano chiese allora a Papa Innocenzo I il permesso di eseguire riti pagani nella speranza che le divinità pagane intervenissero in soccorso della città assediata: il pontefice acconsentì, ma solo a patto che tali riti avvenissero segretamente. I Tusci tuttavia obiettarono che, per aver efficacia, i riti pagani dovessero essere celebrati dal Senato in luogo pubblico, ad esempio al Campidoglio e nei numerosi fori e templi dell'Urbe. Il pagano Zosimo afferma che nessun senatore osò disobbedire al pontefice compiendo i riti pagani in luogo pubblico, lasciando intendere che alla fine i riti pagani non fossero stati eseguiti, facendo sfumare ogni speranza di salvezza. Invece il cristiano Sozomeno sembra sostenere che i riti pagani fossero stati celebrati in luogo pubblico, ma non ebbero efficacia, a dimostrazione della falsità dei culti pagani.
Dopo lunghe trattative con il nemico, Alarico accettò di levare l'assedio in cambio di 5 000 libbre d'oro, 30 000 libbre d'argento, 4 000 abiti di seta, 3 000 abiti di lana scarlatta e 3 000 libbre di pepe. Essendo vuoto l'erario, i senatori dovettero contribuire al versamento del tributo ad Alarico in proporzione al proprio reddito; a Palladio fu affidato l'incarico di stabilire la cifra che ogni senatore dovesse versare, compito assai oneroso sia perché alcuni senatori dichiaravano di possedere meno di quanto possedessero in realtà, sia perché nell'Urbe, essendo essa stata ridotta in miseria dalle continue e rapaci riscossioni imperiali, non circolava molto denaro. Pur di ottenere l'occorrente per versare il tributo ad Alarico, i Romani furono costretti a privare di ogni ornamento le statue pagane, nonché fonderne parecchie di esse composte di oro e argento.
Prima di procedere al versamento del tributo, il Senato romano inviò un'ambasceria a Onorio, per indurlo a negoziare una pace con i Visigoti di Alarico: questi ultimi, in cambio di denaro e della cessione in ostaggio di alcuni figli di persone di illustre rango, si impegnavano a non combattere più lo Stato romano, ma a tornare al suo servizio in qualità di confederati e alleati dell'esercito romano. Avendo ricevuto l'assenso di Onorio, il Senato procedette a versare il tributo ad Alarico. Il re visigoto decise quindi di concedere al Senato e al popolo romano il mercato, consentendo loro di uscire dalla città da varie porte, nonché di introdurre provviste dal porto. Quando accadde però che alcuni soldati visigoti, violando il trattato, assalirono alcuni romani che si erano recati al porto per procurarsi del cibo, Alarico, per mettere chiaro e tondo che questo incidente diplomatico era avvenuto contro la sua volontà, ordinò di punire i colpevoli. I barbari si stabilirono temporaneamente in Toscana, venendo raggiunti da schiavi in fuga da Roma, che entrarono nell'esercito visigoto, portandolo a 40 000 soldati.
Nel frattempo l'Imperatore Onorio aveva appena cominciato il suo ottavo consolato a Ravenna e Teodosio II il suo terzo consolato a Costantinopoli (inizi del 409). Intorno a quel periodo Onorio ricevette un'ambasceria dall'usurpatore Costantino III, il quale chiedeva il riconoscimento ad Imperatore. Onorio, che già aveva notevoli problemi nel fronteggiare l'invasione di Alarico e voleva evitare il più possibile di fornire a Costantino III un pretesto per invadere l'Italia, decise di riconoscere almeno temporaneamente Costantino III come Imperatore: gli inviò dunque una veste imperiale.
Non essendo ancora stata confermata la pace con Alarico, essendosi l'Imperatore rifiutato sia di consegnargli gli ostaggi sia di adempiere tutte le altre condizioni, il Senato inviò a Ravenna un'ambasceria condotta da Ceciliano, Attalo e Massimiano; gli ambasciatori rappresentarono all'Imperatore gli stenti subiti dai cittadini romani durante l'assedio esortandolo ad accettare la pace proposta da Alarico; ma, poiché l'Imperatore era influenzato da Olimpio, il quale continuava ad essere contrario alla negoziazione con i Goti, l'ambasceria non ottenne i risultati desiderati e venne congedata dall'Imperatore, il quale nominò Ceciliano prefetto del pretorio, privando di tale carica Teodoro, e Attalo comes sacrarum largitionum.
L'Imperatore, comunque, in seguito all'iniziativa del Senato, si risolse ad inviare, dopo aver tanto indugiato, aiuti militari alla Città Eterna: ordinò a un esercito romano di 5 reggimenti (secondo Zosimo 6 000 soldati) proveniente dalla Dalmazia e sotto il comando di Valente di marciare in Italia affinché presidiasse Roma. Nemmeno questo esercito, tuttavia, riuscì a risollevare la situazione per l'Urbe: ritenendo vile marciare per strade non occupate dal nemico, Valente ordinò alle sue truppe di marciare in direzione di Roma attraverso strade piene di insidie; il risultato fu che l'esercito di Valente fu pressoché distrutto nella battaglia della Tuscia dall'esercito di Alarico, e solo 100 di essi con il loro comandante riuscirono a riparare a Roma. Il resoconto confuso di Zosimo sembra far intendere che con Valente e i suoi seimila soldati viaggiassero anche gli ambasciatori Attalo e Massimiliano (mentre Ceciliano era rimasto ovviamente a Ravenna per ricoprirvi la carica di prefetto del pretorio): infatti Zosimo narra che Attalo fosse al seguito di Valente quando avvenne l'imboscata ma riuscì a fuggire e a ritornare a Roma, mentre Massimiliano fu catturato dai Goti e riscattato dal proprio genitore Mariniano al prezzo di trentamila aurei. Attalo, ritornato a Roma, cominciò ad esercitare la carica di comes sacrarum largitionum, subentrando ad Eliocrate, che aveva perso il favore di Olimpio, in quanto non aveva eseguito diligentemente l'ordine impartitogli di confiscare rigorosamente tutti i beni di coloro che avessero stretto dei legami con Stilicone, in modo da incamerarli nel fisco; contrariato da ciò, Olimpio lo aveva destituito, ed Eliocrate riuscì a scampare all'esecuzione soltanto trovando riparo in una chiesa.
Nel frattempo, avendo Onorio rifiutato di riprendere le negoziazioni, Alarico riprese a minacciare Roma, al punto che gli abitanti della Città Eterna non avevano più la libertà di uscire dalle mura. Il Senato romano, messo alle strette da Alarico, decise di inviare una nuova ambasceria presso Onorio, a cui si unirono Papa Innocenzo I ed alcuni visigoti inviati da Alarico come scorta per difendere l'ambasceria da eventuali attacchi nemici durante il viaggio. Mentre l'ambasceria era presso l'Imperatore, a Ravenna giunse la notizia che l'esercito visigoto condotto dal cognato di Alarico, Ataulfo, aveva oltrepassato le Alpi Giulie invadendo la Penisola; Onorio, conscio che l'esercito di Ataulfo era non molto consistente, reagì ordinando ai reggimenti sia di fanteria che di cavalleria di stanza nelle differenti città dell'Italia Settentrionale e ai 300 ausiliari unni posti sotto il comando di Olimpio di scontrarsi in battaglia con l'armata di Ataulfo, nella speranza di riuscire a impedirne il ricongiungimento con Alarico, il che avrebbe rafforzato ulteriormente l'esercito visigoto. Uno scontro avvenne nei pressi di Pisa, nel corso del quale i Romani conseguirono una modesta vittoria: secondo Zosimo, le perdite nemiche ammontarono a 1 100 Goti contro le sole 17 perdite subite dai Romani.
Tuttavia, questa vittoria si rivelò irrilevante, dato che Ataulfo riuscì alla fine a ricongiungersi con Alarico, e gli eunuchi di corte accusarono Olimpio per tutte le calamità che stavano colpendo l'Impero romano d'Occidente, ottenendo la sua destituzione. Olimpio, temendo per la propria incolumità, fuggì in Dalmazia. In seguito alla destituzione di Olimpio, Onorio sostituì molti degli ufficiali imposti da Olimpio alla testa dell'amministrazione dello stato, nominando Prisco Attalo prefetto della città di Roma, Demetrio comes sacrarum largitionum e Generido comes Illyrici. Quest'ultimo, lodato da Zosimo perché pagano, si rese ben presto amato dall'esercito con distribuzioni di grano e ricompense, costituendo quindi non solo un terrore per i barbari ma anche una sicurezza per le nazioni che erano sotto la sua tutela.
Nel frattempo le truppe di Ravenna insorsero, occupando il porto, e chiedendo la presenza dell'Imperatore; fu invece Giovio, patrizio e prefetto del pretorio, a parlamentare con le truppe ribelli per conto di Onorio, chiedendo loro di esporre i motivi della rivolta: la loro risposta fu che erano scontenti per l'operato di alcuni funzionari, e minacciarono che non avrebbero posto fine alla rivolta finché non fossero stati loro consegnati i comandanti dell'esercito Turpilione e Vigilanzio, nonché i cortigiani eunuchi Terenzio e Arsacio; Onorio, per porre fine alla rivolta, condannò i due comandanti all'esilio ma, non appena saliti sulla nave che li avrebbe dovuti trasportare nel luogo dove scontare la pena, essi furono uccisi dall'equipaggio dell'imbarcazione, sembra per ordine di Giovio. Secondo Zosimo, infatti, la rivolta dell'esercito ravennate fu sobillata appunto da Giovio e dal comandante Allobico, i quali, per consolidare il loro controllo dello stato facendo le veci dell'imbelle Onorio, decisero di complottare la rovina dei residui uomini di fiducia di Olimpio rimasti a corte, a loro scomodi. Terenzio fu esiliato in Oriente, Arsacio a Milano. Posta fine alla rivolta, Onorio nominò al posto di Terenzio l'eunuco Eusebio, al posto di Turpilione il generale Valente e al posto di Vigilanzio il generale Allobico.
Avendo consolidato il proprio potere, facendosi il solo autorevolissimo presso Onorio, Giovio, che difatti apparteneva al partito favorevole alla negoziazione con i Goti, si mostrò molto più disposto a negoziare con Alarico rispetto al suo predecessore Olimpio: inviò ambasciatori ad Alarico convocandolo a Ravenna dove avrebbero discusso la pace; Alarico, ricevute le lettere dall'Imperatore e da Giovio, marciò fino a Rimini, dove si incontrò con Giovio. Le richieste di Alarico consistevano in un tributo annuale in oro e in grano, e nello stanziamento dei Visigoti in Norico, Pannonia e nelle Venezie. Giovio inviò le richieste di Alarico per iscritto all'Imperatore, suggerendogli inoltre di nominare Alarico magister utriusque militiae, nella speranza che ciò sarebbe bastato per convincerlo ad accettare la pace a condizioni meno gravose per lo stato romano. Tuttavia, nella lettera di risposta, Onorio rimproverò Giovio per la sua temerarietà, mostrandosi disposto a versare ad Alarico un tributo annuale, ma asserendo che mai e poi mai avrebbe accettato di nominarlo magister militum. Quando Alarico scoprì che Onorio aveva rifiutato di nominarlo magister militum, sentendosi insultato, ruppe ogni trattativa e si diresse di nuovo verso Roma. Nel frattempo Giovio, messo in difficoltà dalla risposta di Onorio e intendendo purgarsi da ogni colpa, tornato a Ravenna, divenne contrario alla negoziazione con i Goti.
Essendo la situazione ormai disperata, l'Imperatore inviò richiesta agli Unni di fornirgli 10 000 loro guerrieri da impiegare come ausiliari nella guerra contro Alarico. Nel frattempo, però, Alarico cambiò idea, arrestando la sua avanzata verso Roma, e inviando dei vescovi come ambasciatori a Ravenna per negoziare una nuova pace a condizioni più moderate delle precedenti: in cambio di un modesto tributo in grano e lo stanziamento dei Visigoti nella poco prospera provincia del Norico, Alarico avrebbe accettato la pace con lo stato romano. Anche questa volta le richieste di Alarico vennero respinte, e il re dei Visigoti fu dunque costretto ad assediare per la seconda volta Roma (409).

### La perdita della Spagna e della Britannia, l'invasione dell'Italia e il caos (409-410)

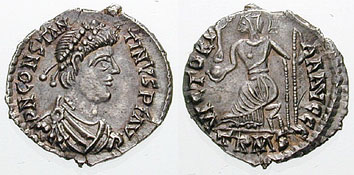
Siliqua celebrante Costante II, associato da Costantino III nel 409.

Nel frattempo, Costantino III, dopo aver elevato al rango di Cesare suo figlio Costante, lo aveva inviato in Spagna, insieme al generale Geronzio (che Zosimo chiama erroneamente Terenzio) e al prefetto del pretorio Apollinare, per reprimere la rivolta di due parenti di Onorio, Didimo e Vereniano: essi si erano rifiutati di riconoscere l'autorità dell'usurpatore e avevano messo insieme un'armata che minacciava di invadere la Gallia per deporlo. Nonostante ai soldati ribelli si fossero aggiunti un'immensa massa di schiavi e contadini, l'esercito di Costante riuscì, dopo alcune difficoltà iniziali, a reprimere la rivolta e a catturare Vereniano e Didimo, che, condotti prigionieri in Gallia da suo padre, furono giustiziati. I fratelli dei due ribelli, Teodosiolo e Lagodio, che risiedevano in altre province, fuggirono dalla Spagna: il primo fuggì in Italia presso Onorio, il secondo in Oriente, presso Teodosio II.
Nel frattempo, nel 409, mentre i Burgundi si stanziarono sulla riva sinistra del Reno per dare vita a un loro regno, Costantino III richiamò suo figlio Costante in Gallia per consultarsi sulle prossime mosse da attuare; Costante, che aveva posto la propria corte a Saragozza, salutò la moglie e partì per la Gallia; Costante aveva però commesso l'errore di affidare temporaneamente al generale Geronzio il governo della Spagna mentre era via, con il compito di sorvegliare i Pirenei; altro errore che commise fu quello di sostituire con truppe di origini barbariche (gli Honoriaci) i presidi locali che un tempo sorvegliavano i passi.. La sostituzione delle truppe locali a presidio dei Pirenei con reggimenti di mercenari, secondo Orosio e Sozomeno, fu la causa della rovina della Spagna: negli ultimi mesi del 409, i Vandali, gli Alani e gli Svevi, a causa del tradimento o della negligenza dei reggimenti Honoriaci a presidio dei Pirenei, entrarono in Spagna, sottomettendola per la massima parte. Nel frattempo, ad aggravare ulteriormente la situazione, vi fu la rivolta del generale delle truppe ispaniche Geronzio contro Costantino III: la rivolta sembrerebbe avere origine nel fatto che, mentre Costante si accingeva a ritornare in Spagna per la seconda volta per governarla come Cesare, annunciò l'intenzione di destituire Geronzio dal comando dell'esercito ispanico sostituendolo con un certo Giusto. Geronzio, adirato per la sostituzione ma anche per brame di potere, si rivoltò proclamando a sua volta imperatore un tale Massimo e stringendo un'alleanza con i barbari invasori della Spagna, a cui in cambio cedette la parte occidentale della penisola iberica. Sembrerebbe inoltre aver sobillato anche i barbari che premevano sulla frontiera del Reno, a invadere l'Impero. Le incursioni compiute dagli invasori barbari in Gallia spinsero gli abitanti della Britannia e dell'Armorica a rivoltarsi a Costantino III, cacciando i magistrati romani e formando un loro governo autonomo.

La Spagna nel 411, con le popolazioni vandaliche di Asdingi (nel nord-ovest) e Silingi (nel sud).

Secondo la testimonianza del cronista spagnolo Idazio, nel 411 i Vandali, gli Alani e gli Svevi si spartirono per sorteggio i territori conquistati in Spagna:
Tutta la Spagna, tranne la Tarraconense rimasta ai Romani, risultò dunque occupata dai Barbari nell'anno 411, mentre le legioni di Massimo marciavano sulla Gallia e, nel caos generale, la Britannia, rimasta sguarnita e priva di difese contro le incursioni dei pirati Sassoni, si ribellò uscendo dall'orbita dell'impero (410). Su tutto gravava la minaccia dei Visigoti di Alarico, che in quello stesso anno, marciarono sull'Italia.
A quel punto l'Impero d'Occidente si trovava spezzato in tre, preda delle invasioni e governato da un imperatore e da tre usurpatori in lotta tra loro: da una parte Onorio, dall'altra Costantino III col figlio Costante II e infine Massimo.

### Secondo assedio di Roma e l'usurpazione di Attalo (409-410)
Mentre Alarico, furente per il rifiuto delle sue condizioni di pace, marciava verso Roma per assediarla una seconda volta, Onorio ricevette a Ravenna un'ambasceria condotta da Giovio, un ambasciatore dell'usurpatore Costantino III. Giovio richiese ad Onorio la conferma della pace raggiunta con Costantino III, e gli suggerì di fare qualche concessione all'usurpatore, per ottenere il suo aiuto contro Alarico. Costantino III aveva sotto il suo controllo l'esercito delle Gallie, dunque avrebbe potuto essere conveniente per Onorio raggiungere un accordo con l'usurpatore in modo da convincerlo ad accorrere in Italia con l'esercito delle Gallie per salvarla da Alarico, anche se il rischio che Costantino III approfittasse della situazione per detronizzare Onorio stesso era forte.
Nel frattempo, nel novembre 409 Alarico assediò per la seconda volta Roma, minacciando di distruggerla a meno che gli abitanti dell'Urbe non si fossero rivoltati contro Onorio e avessero eletto un imperatore fantoccio sotto il controllo dei Visigoti. Si impadronì del porto della città e di tutte le provviste stipate in esso, prendendo Roma per fame. Il Senato romano, essendo conscio che se non avessero accettato le condizioni di Alarico, Roma sarebbe stata distrutta, dopo una lunga discussione, accettò di far entrare Alarico in città e di nominare un imperatore fantoccio sotto il controllo dei Visigoti, il praefectus urbi Prisco Attalo. Attalo nominò Alarico magister peditum praesentalis, mentre Valente, che un tempo era al comando delle legioni palatine, ricevette la carica di magister equitum praesentalis; il cognato di Alarico, Ataulfo, fu nominato, invece, comandante della cavalleria domestica (comes domesticorum equitum). Per quanto riguarda le cariche civili, Lampadio fu nominato prefetto del pretorio e Marciano prefetto della città. Il giorno dopo, Attalo rivolse al Senato un discorso pieno di arroganza con le quali dichiarava che avrebbe sottomesso il mondo intero per Roma, comprese le province dell'Impero d'Oriente.

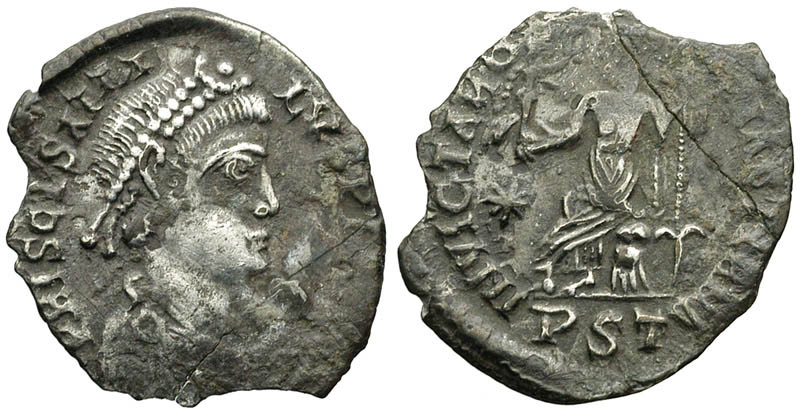
Moneta dell'usurpatore Prisco Attalo, proclamato e poi deposto da Alarico nel 410, nuovamente in lotta contro Onorio nel 414-415.

Nel gennaio 410 Attalo designò come console per la parte occidentale Tertullo, il cui consolato tuttavia non fu riconosciuto né da Onorio né da Teodosio II; grande fu il giubilo dei Romani per l'innalzamento a console di Tertullo, e molti espressero soddisfazione per il suo operato siccome profittevole a tutti, a parte la ricca famiglia degli Anicii, la quale esercitò una decisa opposizione al regime di Attalo. Alarico consigliò Attalo di inviare un esercito di barbari condotti dal visigoto Drumas in Africa per rovesciare Eracliano e sottomettere l'Africa. Attalo rifiutò però di affidare il comando della spedizione a un barbaro assegnandolo a un certo Costante: dei divinatori avevano convinto Attalo che avrebbe preso possesso dell'Africa senza nemmeno combattere. Rifiutò anche il consiglio di un certo Giovanni di inviare in Africa Costante con un editto imperiale firmato a falso nome di Onorio con cui si ordinava la destituzione del Comes Africae Eracliano e la sua sostituzione con Costante; secondo Sozomeno, se questo espediente fosse stato adottato, molto probabilmente avrebbe avuto successo, poiché l'Africa era ancora ignara dell'usurpazione di Attalo.
Nel frattempo, Attalo inviò un esercito in direzione di Ravenna per detronizzare l'Imperatore legittimo Onorio. Quando Onorio ricevette la notizia che l'esercito di Attalo, comprendente sia truppe romane che gote, aveva raggiunto Rimini, con l'evidente intenzione di espugnare Ravenna e detronizzarlo, l'Imperatore legittimo decise di tentare la via diplomatica inviando presso l'usurpatore un'ambasceria, condotta dal prefetto del pretorio Giovio, dal magister utriusque militiae Valente, dal questore Potamio e dal primicerio dei notai Giuliano; costoro consegnarono all'usurpatore una lettera dell'Imperatore, in cui gli comunicava di essere disposto a riconoscerlo co-imperatore; la risposta di Attalo fu che non era disposto a negoziare, essendo intenzionato a detronizzare ad ogni costo Onorio e inviarlo in esilio su un'isola; dopo essere stato replicatamente inviato avanti e indietro senza concludere nulla, Giovio decise di passare dalla parte del nemico, ricevendo in cambio il titolo di patrizio e una posizione preminente alla corte di Attalo; Giovio propose ad Attalo di mutilare Onorio nel caso fossero riusciti a detronizzarlo; Attalo, tuttavia, rifiutò con sdegno la proposta.
Onorio stava prendendo in seria considerazione la fuga via mare a Costantinopoli, quando arrivarono rinforzi dall'Impero d'Oriente: 6 reggimenti, per un totale di 4 000 soldati. L'arrivo dei rinforzi inviatogli da Teodosio II fece recuperare le speranze ad Onorio, che decise di rimanere per il momento a Ravenna, in attesa degli sviluppi della situazione nella diocesi d'Africa: nel caso Eracliano avesse sconfitto le truppe inviate da Attalo, Onorio avrebbe raccolto tutte le truppe a propria disposizione per preparare la guerra contro Alarico; nel caso invece in cui l'Africa fosse stata sottomessa da Attalo e dai Visigoti, Onorio aveva intenzione di fuggire a Costantinopoli, rinunciando così al trono d'Occidente.
L'arrivo dei rinforzi provenienti da Costantinopoli risollevò almeno in parte la situazione per Onorio che poté così utilizzarli non solo per difendersi dall'assedio di Attalo e Alarico ma anche per disfarsi di elementi della corte e dell'esercito di cui sospettava un tradimento. Il generale Allobico, in particolare, sfruttando l'appoggio delle truppe ravennati, tentò di imporre la propria influenza a corte, complottando l'assassinio di Eusebio, praepositus sacri cubiculi, che era succeduto a Giovio come primo ministro di Onorio. L'arrivo dei rinforzi da Costantinopoli consentì a Onorio di disfarsi di Allobico, di cui poco si fidava. E così, quando Costantino III promosse suo figlio Costante al rango di Augusto e attraversò le Alpi Cozie entrando in Liguria, con il pretesto di aiutare Onorio contro Alarico ma verosimilmente per detronizzarlo, Allobico fu accusato di collusione con Costantino III e massacrato mentre tornava da una processione. Nel frattempo Costantino III era sul punto di attraversare il Po, probabilmente nei pressi di Verona, quando fu raggiunto dalla notizia dell'assassinio di Allobico: la reazione dell'usurpatore fu quella di ritirarsi dall'Italia e di fare ritorno ad Arelate, sembrando confermare in tal modo la collusione con Allobico. Quivi fu raggiunto dal figlio Costante, il quale si trovava anch'egli in estreme difficoltà, non essendo riuscito a reprimere l'usurpazione in Hispania del generale Geronzio.
Nel frattempo, Onorio corruppe Giovio convincendolo a passare di nuovo dalla sua parte. Giovio, che iniziò a questo punto a fare il doppio gioco fingendo ancora di sostenere Attalo, dichiarò dunque al Senato romano che non avrebbe più agito come ambasciatore, e lo rimproverò per i fallimenti in Africa. L'armata di Costante era stata infatti sconfitta da Eracliano, e ulteriori tentativi da parte di Attalo di impadronirsi dell'Africa erano falliti. Giovio sollecitò Attalo a inviare un esercito di Visigoti in Africa per sottometterla sotto il suo controllo, ma l'usurpatore continuò a rifiutare queste proposte, contrariando Alarico che cominciò a dubitare di Attalo. Giovio inoltre insinuò di fronte ad Alarico che se Attalo si fosse impadronito di Ravenna e avesse rovesciato Onorio, avrebbe ucciso proprio il re visigoto. Il re dei Goti, cominciando a dubitare di Attalo, decise di abbandonare l'assedio di Ravenna, ma decise di dargli ancora fiducia. Mentre, nel frattempo, il comandante della cavalleria, Valente, veniva giustiziato con l'accusa di tradimento, Alarico marciò con il suo esercito in Emilia, che si era rifiutata di riconoscere Attalo come imperatore. Sottomise alcune delle fortezze della regione, ma dopo il tentativo fallito di impadronirsi di Bononia (Bologna), si diresse in Liguria sottomettendola sotto il controllo di Attalo.
Mentre Onorio inviava lettere alle città della Britannia (o del Bruzio?), consigliando loro di provvedere da sé alla propria difesa, e pagava il soldo alle proprie truppe con il denaro inviatogli dal comes Africae Eracliano, Roma soffriva la fame a causa del mancato arrivo dall'Africa del grano. Infatti, il Comes Africae Eracliano, essendo rimasto fedele a Onorio, aveva interrotto i rifornimenti di grano che l'Urbe riceveva da secoli dall'Africa, essendo ora Roma in mano a un usurpatore, fantoccio per di più dei Visigoti. La popolazione di Roma soffrì a tal punto la fame che molti sarebbero stati disposti anche ad atti di cannibalismo pur di sopravvivere.
In tal occasione Attalo giunse a Roma e radunò il Senato: la maggioranza dei senatori sosteneva che il generale visigoto Drumas avrebbe dovuto essere inviato in Africa con un esercito di barbari per condurre sotto il controllo di Attalo la diocesi africana, ma Attalo e una minoranza dei senatori dissentiva, non intendendo affidare il comando di un esercito a un barbaro. Nel frattempo, Giovio continuava a calunniare Attalo di fronte ad Alarico, accusandolo di voler uccidere il re visigoto una volta deposto Onorio. Alarico, dunque, avendone abbastanza dei tentennamenti di Attalo, condusse Attalo a Rimini e qui lo privò del trono, spogliandolo di diadema e porpora che inviò all'Imperatore Onorio (luglio 410). Ma, pur riducendolo a cittadino privato, lo mantenne accanto a sé come ostaggio, offrendogli protezione fintanto l'Imperatore Onorio non l'avrebbe perdonato.
Alarico procedette quindi in direzione di Ravenna per discutere la pace con Onorio; fu organizzato un incontro con l'Imperatore a circa sessanta stadi da Ravenna per riprendere le negoziazioni. L'intervento del generale romano-goto Saro rovinò però il tentativo di riappacificazione: quest'ultimo stazionava con circa 300 soldati nel Piceno, non essendo al servizio né dell'Imperatore né di Alarico; quando Ataulfo venne a conoscenza che Saro stazionava in quei luoghi, essendogli ostile, mosse rapidamente contro di lui con il suo esercito; Saro, informato dell'avvicinarsi dell'esercito di Ataulfo, non avendo truppe sufficienti per scontrarsi con lui, decise di fuggire da Onorio e di assisterlo nella guerra contro Alarico. Saro sospettava di Alarico a causa della loro antica rivalità, e riteneva che un trattato di pace tra Visigoti e Romani non gli sarebbe stato di alcun vantaggio. Non sono note le origini dell'ostilità che Saro mostrava nei confronti di Alarico e Ataulfo: è possibile che Saro fosse un rivale per il trono sconfitto da Alarico al momento in cui era stato proclamato re dei Visigoti. In ogni modo, Saro aggredì all'improvviso con le proprie truppe l'esercito di Alarico, rompendo ancora una volta le trattative di pace e spingendo Alarico ad assediare per la terza volta Roma.

## Assedio

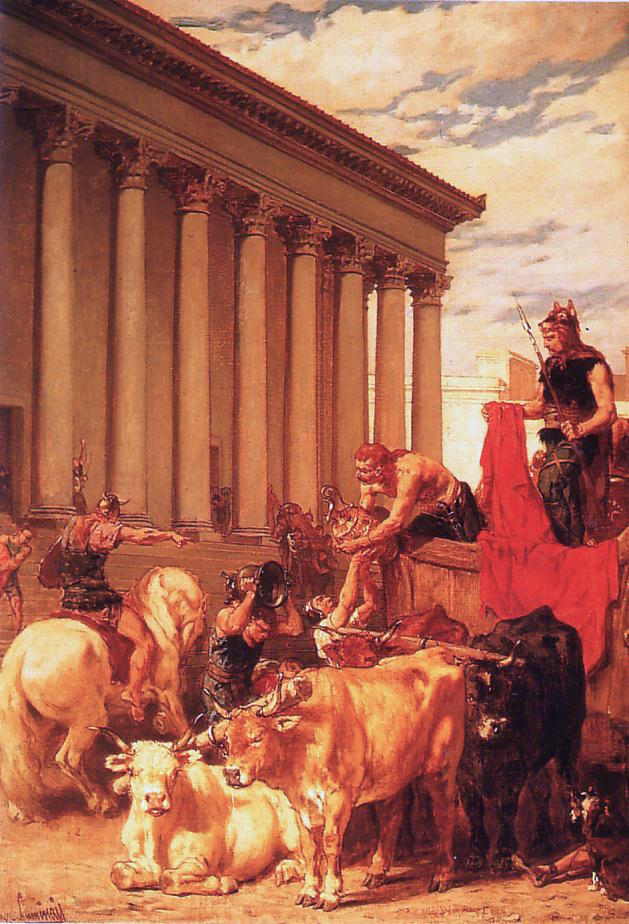
Il sacco di Roma in un dipinto di Evariste-Vital Luminais. New-York, Sherpherd Gallery.

I Visigoti, dopo due falliti tentativi (408 e 409), nel corso del 410 (dopo essere stati attaccati a tradimento dalle truppe dell'imperatore Onorio a Ravenna), ritornarono sotto le mura di Roma dando inizio così al terzo assedio in tre anni; bloccarono tutte le vie d'accesso, compreso il Tevere e i rifornimenti da Porto e da Ostia.
Socrate Scolastico narra che:
(Socrate Scolastico, Storia Ecclesiastica, VII, 10.)
L'assedio continuò incessantemente per diverso tempo, riducendo allo stremo la popolazione affamata. Le malattie infettive mieterono molte vittime (le fonti parlano di peste, ma si trattò più verosimilmente di colera) e sono citati anche casi di cannibalismo.

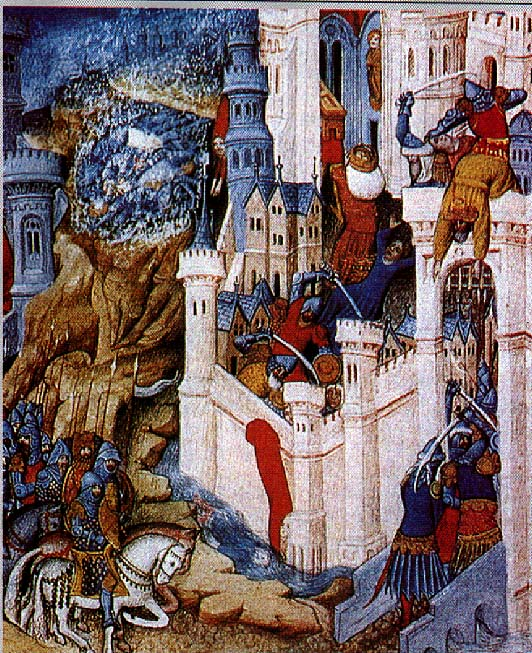
Sacco di Roma ad opera dei Visigoti da una miniatura francese del XV secolo.

L'assedio colpì soprattutto le fasce più povere della popolazione e fu probabilmente di un disperato gruppo di affamati la decisione di far terminare l'assedio. Una delle fonti più vicine agli avvenimenti, la Storia Ecclesiastica di Sozomeno, sostiene che Alarico entrò a Roma per un tradimento, ma non fornisce ulteriori dettagli. Secondo Procopio di Cesarea, Roma sarebbe stata espugnata dai Visigoti grazie a Proba, una donna di rango senatoriale, che, provando pietà per gli stenti subiti dai Romani per la fame, avrebbe comandato ai suoi domestici di aprire le porte al nemico di notte. È poco credibile che dei domestici siano riusciti a sopraffare i soldati di presidio che, essendo la città sotto assedio, probabilmente erano numerosi ed in guardia. È possibile che questa versione dei fatti sia stata diffusa ad arte da un sostenitore di Attalo, nel tentativo di diffamare la famiglia degli Anicii, a cui Proba apparteneva, rea di essersi opposta all'ascesa al potere di Attalo.
Procopio fornisce inoltre un'ulteriore e discordante versione su come il re dei Visigoti riuscì ad espugnare la Città Eterna. Secondo questa versione alternativa, Alarico, non essendo riuscito a prendere la città né con la forza né con ogni altro mezzo, escogitò il seguente piano: scelse tra i soldati più giovani dell'esercito visigoto 300 di buona nascita e di talento, e, dopo averli istruiti sul loro compito, inviò ambasciatori ai membri del Senato, accettando apparentemente di levare l'assedio; dopo aver lasciato i 300 giovani già citati come ostaggi ad alcuni patrizi di Roma, l'esercito di Alarico si allontanò temporaneamente dalle vicinanze dell'Urbe, per non destare sospetti. Una volta entrati in città, i giovani visigoti misero in atto il piano secondo gli ordini ricevuti da Alarico: dopo aver ucciso i soldati di presidio, aprirono a mezzogiorno la Porta Salaria, permettendo ai loro connazionali di entrare in città (24 agosto 410). Anche quest'ultima versione, che ricorda un po' troppo l'espediente del cavallo di Troia e che afferma erroneamente che la Porta Salaria sarebbe stata aperta a mezzogiorno quando testimonianze coeve asseriscono che la città fu espugnata nel corso della notte, viene ritenuta inattendibile.
Iniziò così il secondo saccheggio della Città Eterna, rimasta inviolata dai tempi di Brenno. Nonostante tutto, Roma incuteva rispetto agli invasori e nei tre giorni di saccheggio Alarico impartì l'ordine di risparmiare i luoghi di culto (soprattutto la basilica di San Pietro), che considerò come luoghi di asilo inviolabili dove non poteva essere ucciso nessuno. Lo scempio in cui cadde la città fu compiuto comunque non tanto dai Goti stessi, quanto dagli ex schiavi (liberati l'anno prima) assetati di vendetta. Alarico rese omaggio ai sepolcri degli Apostoli e in un certo senso rispettò la sacralità dell'Urbe. Sozomeno scrisse che l'ordine di Alarico che proclamava i luoghi di culto luoghi di asilo inviolabili dove non poteva essere ucciso nessuno «fu l'unica causa che impedì l'intera demolizione di Roma; e quelli che si salvarono, ed erano molti, ricostruirono la città».
Orosio, nel suo tentativo di sminuire le devastazioni del sacco di Roma, mette in evidenza la pietà cristiana di Alarico e dei Goti: narra infatti, che durante il sacco della città, uno dei maggiorenti goti, di religione cristiana, fatta irruzione in una casa di religiose, avrebbe chiesto con reverenza a una monaca oro e argento; costei rispose che disponeva di molti vasi preziosi e glieli avrebbe mostrati, ma lo avvertì che si trattava del sacro vasellame dell'apostolo Pietro e dunque rubarlo avrebbe potuto costituire sacrilegio. Il maggiorente goto, temendo di commettere sacrilegio nel rubare il vasellame, avvertì Alarico; quest'ultimo comandò di riportare tutto il vasellame nella basilica di San Pietro e di condurvi, sotto scorta, non solo la monaca ma anche tutti i cristiani che a costoro si fossero uniti. E poiché la casa delle monache si trovava dalla parte opposta della Città Eterna rispetto alla basilica di San Pietro, tutti costoro che si unirono alla processione, pagani compresi, ebbero salva la vita, riuscendo a raggiungere la basilica di San Pietro.
Secondo Procopio, i Visigoti diedero fuoco a molte delle case prossime alle porte, tra cui la casa di Gaio Sallustio Crispo, l'autore delle opere storiche La Congiura di Catilina e La guerra giugurtina. Orosio conferma che furono incendiati degli edifici, ma sostiene anche che l'incendio fu circoscritto a una zona limitata della città, e che l'incendio di Roma accaduto sotto Nerone fu di gran lunga più distruttivo. Secondo Orosio, i Visigoti lasciarono l'Urbe dopo tre giorni di saccheggio, un tempo di gran lunga inferiore all'anno intero in cui Roma fu occupata dai Galli Senoni di Brenno. Orosio giunge addirittura ad affermare che, per quanto il ricordo di quell'evento fosse ancora recente, se qualcuno avesse interrogato i cittadini romani, avrebbe pensato che non fosse accaduto nulla, e l'unica testimonianza del sacco sarebbero rimaste le poche rovine ancora esistenti.
Ben più cataclismatica è la testimonianza di Girolamo il quale parla di una vera e propria carneficina:
(Girolamo, Epistola 127.)
Sempre nella medesima epistola, Girolamo parafrasa alcuni versi del III libro dell'Eneide, laddove viene trattata la caduta di Troia, per descrivere la caduta di Roma:
Quali lacrime sono pari alla sua agonia?

Una città sovrana di antica data cade;

E senza vita nelle sue strade e case giacciono

innumerevoli corpi dei suoi cittadini...»
(Girolamo, Epistola 127.)
Sempre Girolamo narra la triste sorte della vedova Marcella, residente sul colle Aventino insieme alla figlia adottiva Principia: di nobile nascita, Marcella aveva trasformato il suo palazzo sull'Aventino in un convento, e aveva donato gran parte dei propri averi ai poveri. Quando i saccheggiatori goti irruppero nella sua dimora, aspettandosi di trovare grandi ricchezze a causa del fasto dell'edificio, pretesero che ella svelasse dove le avesse nascoste, non essendo riusciti a trovarle. Quando ella disse loro che gran parte delle sue ricchezze le aveva donate ai poveri, essi, non credendole, cominciarono a percuoterla e a torturarla per spingerla a confessare, ma ella continuava a giurare di non avere ulteriori ricchezze e ad implorarli di risparmiare lei e Principia. Alla fine, i Goti si persuasero che Marcella dicesse la verità e la condussero con la figlia adottiva alla basilica di San Paolo affinché si salvasse. Una volta all'interno della basilica, Marcella rivolse al Signore un canto di ringraziamento per il fatto che i Goti non avessero esercitato violenze su Principia in quella notte e le avessero risparmiate; ma il contraccolpo per le violenze subite in quella notte le fu letale ed ella perì alcuni giorni dopo.
Anche secondo il resoconto confuso dello storico ecclesiastico greco Socrate Scolastico, i Visigoti saccheggiarono Roma in modo brutale:
(Socrate Scolastico, Storia Ecclesiastica, VII, 10.)
Comunque il resoconto di Socrate non è privo di imprecisioni: per esempio, sostiene erroneamente che dopo o durante il saccheggio, Alarico proclamò Attalo imperatore, mentre in realtà ciò era avvenuto prima, e appare poco credibile, secondo diversi storici tra cui Gibbon, la sua affermazione secondo cui Alarico avrebbe abbandonato Roma perché «gli giunse la notizia che l'Imperatore Teodosio aveva inviato un esercito per combatterlo. E non era questa notizia falsa; perché le forze imperiali erano realmente in marcia; ma Alarico, non attendendo che la notizia divenisse realtà, levò gli accampamenti e scappò». Infatti la notizia, fornita da Socrate, che l'Imperatore d'Oriente Teodosio II avrebbe inviato un esercito contro Alarico, non è confermata da altre fonti.
A parte le testimonianze di parte di autori come Orosio, che per fini apologetici non potevano non minimizzare il più possibile le spoliazioni subite dalla città saccheggiata, i danni che la città subì furono comunque ingenti: le case nei pressi della porta Salaria, tra cui spiccava la dimora di Sallustio, furono incendiate, e stessa sorte capitò al palazzo dei Valerii sul Celio e alle residenze private sull'Aventino; le stesse terme di Decio subirono danni ingenti, come anche il tempio di Giunone Regina, che fu completamente distrutto, insieme all'intero quartiere, come è possibile dedurre dai ritrovamenti archeologici; le statue del Foro furono depredate, l'edificio del Senato fu dato alle fiamme e diverse chiese, come la basilica di Papa Giulio, oltre a subire danni ingenti, furono depredate dei vasi liturgici. Come attesta Agostino da Ippona, i Visigoti compirono numerose violenze contro la popolazione, come saccheggio dei beni, torture e stupri compiuti persino a danni delle monache.

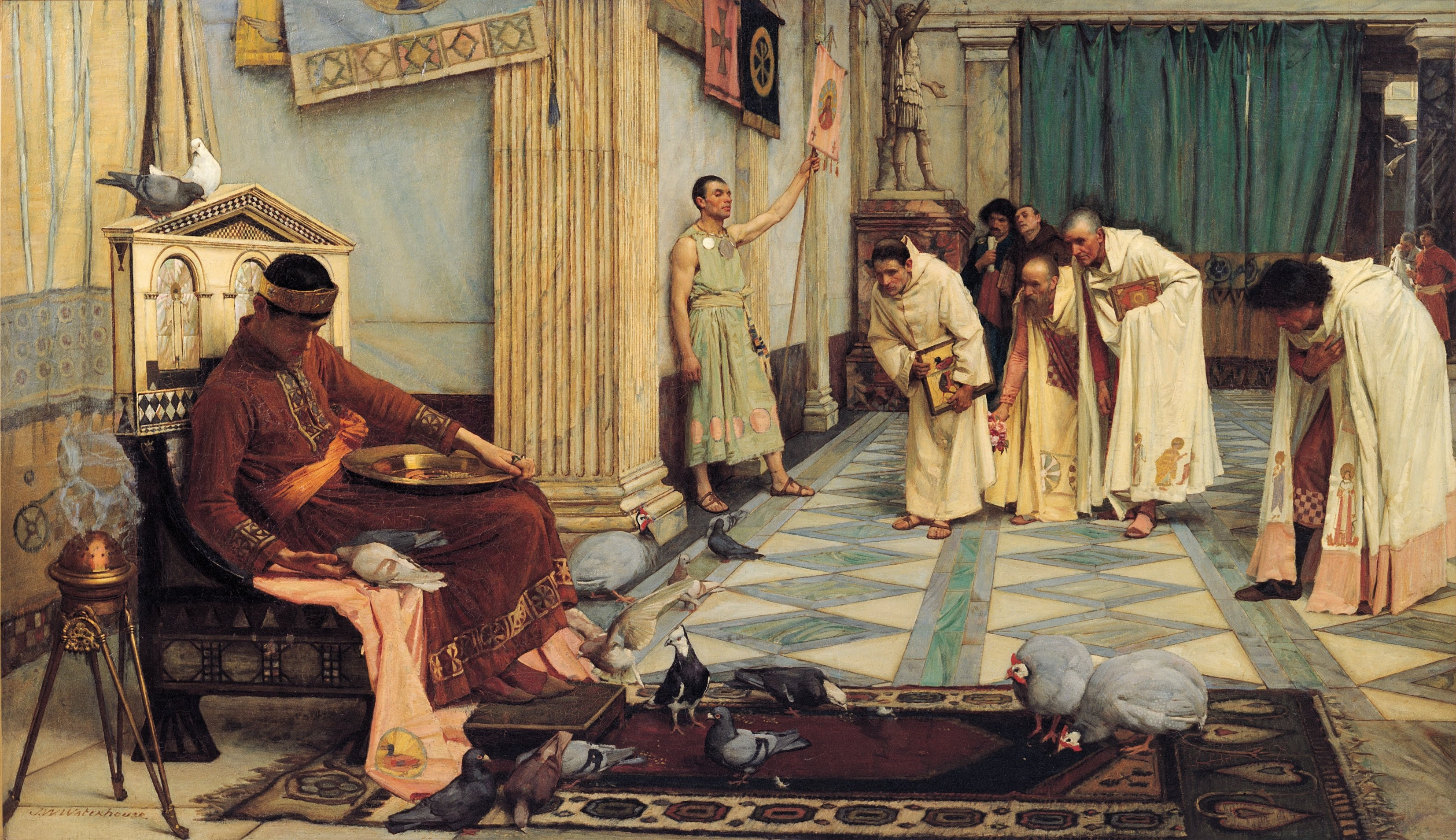
The Favorites of the Emperor Honorius, John William Waterhouse, 1883-

Chi era già scappato prima del sacco si era rifugiato sull'Isola del Giglio, che raccolse numerosi profughi, stando alla testimonianza di Rutilio Namaziano; altri cittadini, ridotti in miseria dal sacco, cercarono rifugio nelle province dell'Impero d'Oriente. Girolamo scrisse nell'epistola a Demetriade che Proba, fuggita da Roma a bordo di una piccola imbarcazione insieme a sua figlia Leta e alla vergine Demetriade, cercò rifugio in Africa, trovando però «le coste dell'Africa persino più crudeli di quelle che aveva abbandonato»; infatti, il comes Africae Eracliano, «uno che non si occupa di nient'altro che darsi al vino e al denaro, uno che, sotto la pretesa di servire il più mite degli Imperatori, si comportò come il più selvaggio di tutti i despoti», coadiuvato dal genero Sabino, «strappò figlie fidanzate dalle braccia delle madri e vendette fanciulle di illustre nascita in matrimonio ai più avidi tra gli uomini, i mercanti della Siria».
Durante il sacco, Alarico catturò come ostaggio Galla Placidia, sorella di Onorio, che poi avrebbe sposato il suo successore Ataulfo, con cui avrebbe governato il nuovo regno visigoto in Gallia Narbonense..
Procopio narra anche un aneddoto inattendibile secondo cui l'Imperatore Onorio avrebbe ricevuto da un eunuco la notizia che Roma era perduta, e avrebbe replicato: «Ma se sta appena beccando dalle mie mani!» riferendosi alla sua gallina, che si chiamava Roma proprio come la città.

## Conseguenze

### Reazioni immediate tra i cristiani e i pagani
Impero d'Occidente (Onorio).
     Area controllata da Costantino III (usurpatore).
     Aree in rivolta.
     Franchi, Alamanni, Burgundi.
     Area controllata da Massimo (usurpatore).
     Vandali Silingi.
     Vandali Asdingi e Suebi.
     Alani.
     Visigoti.

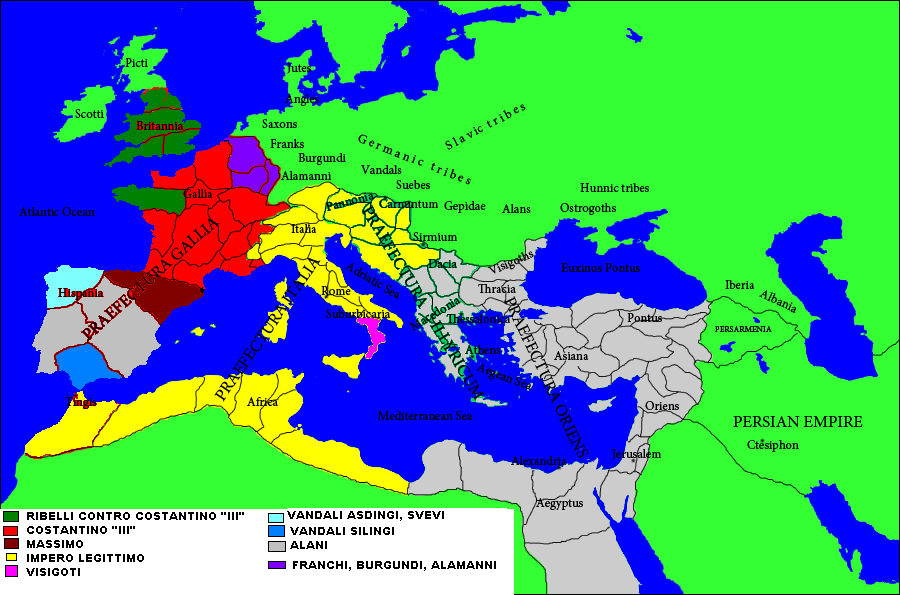
L'Impero romano d'Occidente nel 410.
Impero d'Occidente (Onorio).
Area controllata da Costantino III (usurpatore).
Aree in rivolta.
Franchi, Alamanni, Burgundi.
Area controllata da Massimo (usurpatore).
Vandali Silingi.
Vandali Asdingi e Suebi.
Alani.
Visigoti.

La notizia del sacco di Roma, il cuore dell'Impero, il sacro suolo rimasto inviolato per 800 anni da eserciti stranieri, ebbe vasta risonanza in tutto il mondo romano ed anche al di fuori di esso. Le distruzioni e le uccisioni nella città colpirono profondamente i contemporanei: la città che aveva conquistato il mondo soccombeva sotto l'attacco dei barbari. L'imperatore d'Oriente Teodosio II proclamò a Costantinopoli - Nuova Roma tre giorni di lutto, mentre San Girolamo si chiese smarrito chi mai poteva sperare di salvarsi se Roma periva:
(San Girolamo)
Girolamo, nei suoi scritti, tornò a più riprese sul sacco di Roma. In una lettera scrisse che aveva appena cominciato a scrivere il commento a Ezechiele, quando apprese del sacco della Città Eterna e della devastazione delle province occidentali dell'Impero, notizia che lo rese talmente agitato «che, per usare un proverbio comune, mi ricordavo a malapena il mio nome; e per un lungo tempo rimasi in silenzio, sapendo che erano tempi per le lacrime». Sempre riguardo all'agitazione provata alla notizia del sacco, Girolamo scrisse che «quando in verità la luce fulgidissima di tutte le terre fu distrutta, anzi fu troncato il capo dell'Impero romano e, per dirlo ancora con più chiarezza, in una sola città tutto il mondo è perito, tacqui e ne fui prostrato». Sempre sul sacco di Roma Girolamo scrisse:
In un'altra epistola, Girolamo scrisse che «la città inclita e capitale dell'Impero romano è stata bruciata in un solo incendio; e non vi è alcuna regione che non abbia esuli romani; chiese un tempo sacre si sono trasformate in faville e cenere e, nondimeno, andiamo sempre soggetti ad avarizia». In Oriente il monaco Isacco di Amida compose poemi lirici sulla caduta di Roma.
Persino la nuova religione, il Cristianesimo, ne sembrò scossa, e i pagani attribuirono all'introduzione del cristianesimo e al conseguente abbandono del paganesimo la colpa di tutte le calamità che affliggevano in quel periodo l'Impero, sostenendo che Roma avesse perso la protezione delle divinità pagane, e ne stesse subendo anzi la punizione, per aver abbandonato gli antichi culti. Lo storico pagano di inizio VI secolo Zosimo, usando probabilmente come fonte lo storico pagano del V secolo Olimpiodoro, narra che durante l'assedio di Roma del 408:
(Zosimo, Storia Nuova, V, 41.)
Proprio in risposta alle tante voci che si levarono contro gli empi monoteisti, accusati di aver suscitato contro Roma la giusta punizione delle divinità, Sant'Agostino fu spinto a scrivere il suo capolavoro, De civitate Dei. Nei primi tre libri dell'opera Agostino fa notare (citando episodi narrati da Tito Livio) ai pagani accusatori che anche quando erano pagani i Romani avevano subito tremende sconfitte, senza che però venissero incolpati di questo gli dei pagani:
Nella sua opera Agostino mette in contrapposizione due città, una terrena (Babilonia, allegoria per l'Impero romano) e una celeste (Gerusalemme, allegoria per la comunità dei Cristiani). Contro la tesi secondo cui l'Impero romano fosse predestinato a conquistare e civilizzare il mondo e a condurlo verso il Cristianesimo, Agostino asserisce che lo stato romano fosse un impero come i tanti altri che lo avevano preceduto e che prima o poi sarebbe stato destinato a declinare e a crollare, a differenza della Gerusalemme celeste, ovvero la comunità dei cristiani; e nega la tesi che la formazione dell'Impero romano fosse dovuta a una sua particolare eticità e legittimità; esso si era formato tramite la brama di potere e l'uso della violenza. Agostino esorta la comunità dei cristiani a non lasciarsi travolgere dalle passioni terrene, ma a giurare vera lealtà solo al regno dei cieli.
Anche il cristiano Paolo Orosio cercò nella sua Storia contro i pagani di ribattere alle accuse rivolte dai pagani contro i cristiani. Secondo Orosio il sacco di Roma ad opera di Alarico fu la giusta punizione divina per castigare la Città Eterna per i suoi peccati, in particolare per il persistere del paganesimo nell'Urbe; in ogni modo, tale sacco, per Orosio, fu molto meno distruttivo di altri disastri capitati alla capitale quando era pagana, ad esempio dell'incendio ordinato da Nerone nel 64 o del sacco di Roma ad opera dei Galli di Brenno nel 390 a.C.:
(Orosio, Storia contro i Pagani, VII, 39.)
D'altronde la catastrofe giungeva appena due anni dopo il rogo dei libri sibillini, ordinato dal cristiano Stilicone.

### Le sconfitte degli usurpatori (410-413)
Alarico abbandonò Roma agli inizi dell'autunno, per dirigersi verso l'Italia meridionale: conduceva con sé, oltre a enormi ricchezze, anche un ostaggio prezioso, la sorella dell'imperatore Onorio, Galla Placidia. I Visigoti devastarono la Campania e il Bruzio (odierna Calabria), saccheggiando e radendo al suolo Capua e Nola; giunti allo stretto di Messina, decisero di costruire una flotta per tentare l'invasione della Sicilia e dell'Africa; il loro piano, tuttavia, fallì quando una tempesta distrusse la loro flotta durante il tentativo di traversata dello stretto. Alarico si spense poco tempo dopo a Cosenza, venendo sepolto con tutto il suo tesoro nel letto del fiume Busento. I Visigoti, eletto re Ataulfo, marciarono quindi verso nord, dirigendosi sulla Gallia meridionale. Secondo Giordane, nel corso della marcia verso la Gallia, i Visigoti di Ataulfo avrebbero saccheggiato per la seconda volta Roma, ma questa notizia non viene ritenuta attendibile perché non confermata da altre fonti. Le devastazioni provocate durante la marcia furono ingenti, al punto che nel 412 Onorio concesse alle regioni devastate del Sud Italia la riduzione delle imposte a un quinto rispetto alla norma per cinque anni.
Nel 411 la situazione politico-militare giunse finalmente ad un punto di sblocco. Geronzio, generale di Costantino III, come già detto, si era rivoltato, eleggendo usurpatore Massimo, suo amico intimo secondo Sozomeno, addirittura suo figlio secondo Olimpiodoro. Posta la propria sede a Tarragona, Geronzio, una volta fatta pace con i Vandali, gli Alani e gli Svevi che avevano invaso la penisola iberica, marciò contro Costantino III. Nel frattempo Costantino III, allarmato per la rivolta di Geronzio, aveva inviato il suo generale Edobico oltre il Reno, per reclutare un esercito di ausiliari franchi e alemanni, mentre affidò a suo figlio Costante e al prefetto del pretorio Decimio Rustico, in precedenza magister officiorum, l'incarico di raccogliere tutte le truppe a loro disposizione per opporsi a Geronzio; in particolare, Costante fu posto a difesa di Vienne e delle città limitrofe, nel tentativo di opporsi all'avanzata di Geronzio.
Costante non riuscì però ad arrestare l'avanzata di Geronzio, che, dopo averlo vinto in battaglia, lo fece prigioniero e lo uccise a Vienne; dopo questo primo successo, Geronzio raggiunse ben presto Arelate (l'odierna Arles), che assediò. Della situazione approfittò Onorio, inviando sul posto il generale Flavio Costanzo. Nativo di Naisso, e di origini romane, Flavio Costanzo aveva scalato le gerarchie del potere in breve tempo, fino ad ottenere tra il 410 e 411 la carica di magister peditum (comandante della fanteria), presumibilmente succedendo ad Allobico; ben presto, grazie ai successi contro gli usurpatori, sarebbe stato promosso a magister utriusque militiae. Dopo aver vendicato l'esecuzione di Stilicone facendo uccidere Olimpio, che in un momento imprecisato tra il 410 e il 411 era ritornato alla corte di Onorio, Costanzo decise di recuperare le parti della Gallia e della Hispania non ancora occupate dai Barbari ma finite in mano degli usurpatori. Fu coadiuvato nella sua campagna contro gli usurpatori da Ulfila, magister equitum (comandante della cavalleria).

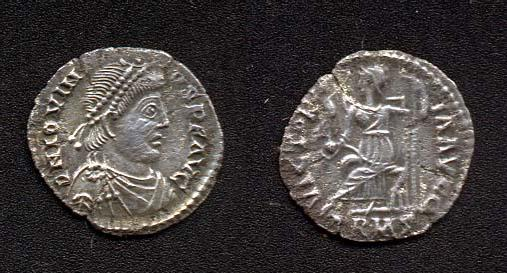
Moneta dell'usurpatore Giovino, sconfitto nel 413.

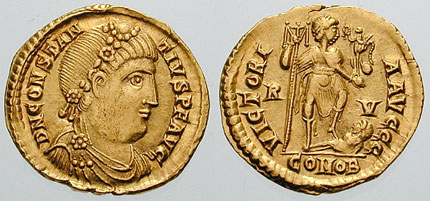
Moneta di Costanzo III, co-imperatore di Onorio nel 421.

Quando l'armata di Costanzo raggiunse Arelate, Geronzio levò precipitosamente l'assedio ritirandosi in Hispania con pochi soldati, mentre la maggior parte delle sue truppe disertava in massa unendosi all'esercito di Costanzo. I soldati di Geronzio, passati dalla parte di Costanzo, assaltarono la sua casa di notte, con il proposito di ucciderlo; uno dei soldati rimasti fedeli a Geronzio, un certo Alano, salì però sui tetti con altri arcieri, uccidendo a suon di frecce all'incirca 300 soldati ribelli; il giorno successivo, tuttavia, i soldati diedero fuoco all'abitazione, costringendo Geronzio al suicidio. Massimo nel frattempo abdicava rifugiandosi tra i barbari.
Nel frattempo l'assedio di Arelate ad opera di Costanzo proseguiva: nonostante tutto, Costantino III continuava a resistere, confidando nell'arrivo del suo generale Edobico con i suoi ausiliari franchi e alemanni reclutati da oltre Reno. Alla notizia dell'arrivo dei rinforzi alla testa di Edobico, le truppe di Onorio, su ordine di Costanzo e Ulfila, attraversarono il fiume Rodano: il piano di Costanzo era di attendere l'appropinquarsi del nemico, mentre Ulfila si era appostato a preparare un'imboscata con la sua cavalleria. Mentre l'esercito nemico, giunto sul campo di battaglia, era intento a scontrarsi con le truppe di Costanzo, quest'ultimo diede il segnale a Ulfila, che assaltò da dietro il nemico, mandandolo in rotta: alcuni fuggirono, altri furono massacrati, alcuni abbassarono le armi e chiesero perdono, venendo generosamente risparmiati. Edobico montò sul suo destriero e cercò rifugiò nelle terre di un proprietario terriero di nome Ecdicio, il quale però lo tradì decapitandolo e inviando la sua testa ai generali di Onorio.
Dopo questa vittoria le truppe di Costanzo cinsero di nuovo d'assedio Arelate. Durante il quarto mese di assedio, tuttavia, giunse la notizia dell'usurpazione di Giovino in Gallia Ulteriore (settentrionale), con il sostegno non solo di Burgundi e Alani, ma anche di Franchi, Alemanni, e dell'esercito romano di stanza sul Reno. Quando Costantino seppe dell'uccisione di Edobico e dell'usurpazione di Giovino, abbandonata ogni speranza, si levò la porpora e gli altri ornamenti imperiali, riparandosi in chiesa, dove si fece ordinare sacerdote. Le guardie a difesa delle mura, avendo ricevuto garanzie che sarebbero stati risparmiati, aprirono le porte a Costanzo, che effettivamente mantenne la promessa data. Costantino III e suo figlio Giuliano furono inviati in Italia, ma Onorio, ancora pieno di risentimento nei loro confronti per l'esecuzione dei suoi cugini ispanici Vereniano e Didimo, li fece decapitare a trenta miglia da Ravenna, violando la promessa che li avrebbe risparmiati. Secondo un frammento di Renato Profuturo Frigerido, Costantino III fu giustiziato presso il fiume Mincio da sicari inviati dall'Imperatore.
Costantino III era stato tuttavia sostituito da un nuovo usurpatore, Giovino. I Burgundi e gli Alani insediati lungo la frontiera renana (condotti rispettivamente da Gundicaro e Goar) sobillarono, infatti, le legioni di stanza nella regione a proclamare imperatore a Magonza il generale Giovino, a cui tentarono di unirsi anche i Visigoti di Ataulfo, che intendeva passare al servizio dell'usurpatore per suggerimento di Attalo. Giovino, tuttavia, non intendeva accettare l'appoggio dei Visigoti di Ataulfo e se ne lamentò con Attalo; come se non bastasse, i disaccordi iniziali tra Giovino e Ataulfo si aggravarono non solo a causa dell'intervento del prefetto del pretorio delle Gallie Dardano, il quale, fedele a Onorio, cercò di convincere Ataulfo a deporre l'usurpatore, ma anche per il fatto che all'esercito di Giovino aveva tentato di unirsi anche il suo rivale Saro, il quale aveva deciso di disertare al nemico perché Onorio non aveva punito con vigore l'assassinio di Belleride suo domestico; deciso a risolvere il conto in sospeso con Saro, Ataulfo lo attaccò e lo uccise in una battaglia impari (Saro aveva solo una ventina di guerrieri con sé contro circa 10 000 guerrieri dalla parte di Ataulfo).
I disaccordi si tramutarono in ostilità aperta quando Giovino innalzò al rango di Augusto suo fratello Sebastiano nonostante il mancato assenso del re visigoto, il quale inviò un messaggio ad Onorio promettendogli di inviargli le teste degli usurpatori in cambio della pace. In seguito all'assenso di Onorio, Ataulfo si scontrò con Sebastiano, vincendolo e inviando la sua testa a Ravenna; la prossima mossa del re goto fu di assediare Valence, dove si era rifugiato Giovino; ottenuta la resa della città e dell'usurpatore, Ataulfo inviò Giovino al prefetto del pretorio delle Gallie Claudio Postumo Dardano, che, dopo averlo fatto decapitare a Narbona, inviò la sua testa a Ravenna, che venne esposta, insieme a quelle degli altri usurpatori, fuori Cartagine. Nel frattempo Decimio Rustico, prefetto di Costantino III ed ex magister officiorum, e Agrezio, uno dei principali segretari di Giovino, insieme a molti nobili rei di aver appoggiato gli usurpatori, furono catturati in Alvernia dai comandanti di Onorio e crudelmente giustiziati. Più o meno nello stesso periodo la città di Treviri fu saccheggiata e data alle fiamme nel corso di una seconda incursione di Franchi.
Nel frattempo, tra il 412 e il 413, il comes Africae Eracliano si era proclamato imperatore, tagliando le forniture di grano all'Italia. Nel giugno 413 Eracliano si risolse a sbarcare in Italia per abbattere Onorio; le sue truppe vennero però sconfitte in prossimità di Otricoli, costringendo l'usurpatore a fuggire a Cartagine, dove trovò la morte. Flavio Costanzo, fresco della vittoria su Eracliano, fu ricompensato con il consolato per l'anno 414 e con l'incorporazione delle immense ricchezze dell'usurpatore sconfitto.

### Negoziazioni con i Visigoti (413-415)
Onorio chiese a questo punto in cambio della pace la restituzione di Galla Placidia, ostaggio dei Visigoti fin dal 410. Ataulfo, tuttavia, non era disposto a restituire a Onorio sua sorella, se in cambio non veniva rispettata la condizione di fornire ai Visigoti una grossa quantità di grano, una cosa che i Romani avevano promesso ai Visigoti ma che non era stata finora mantenuta, forse anche perché la rivolta di Eracliano aveva interrotto i rifornimenti di grano dall'Africa. Quando i Romani si rifiutarono di fornire ai Visigoti il grano promesso se prima non avveniva la restituzione di Galla Placidia, Ataulfo riprese la guerra contro Roma (autunno 413). Ataulfo invase la Gallia meridionale, dove vi era già fin dal 412, tentando di impadronirsi di Marsiglia ma fallendo nella sortita grazie al valore del generale Bonifacio, il quale difese strenuamente la città, riuscendo anche nell'impresa di ferire, durante la battaglia, Ataulfo.
Nel gennaio dell'anno successivo, il re dei Visigoti sposò a Narbona la sorella di Onorio, Galla Placidia, tenuta in ostaggio prima da Alarico e poi da Ataulfo stesso fin dai giorni del sacco di Roma. L'ex-imperatore Prisco Attalo, che aveva seguito il suo popolo d'adozione fin nelle Gallie, festeggiò l'evento decantando il panegirico in onore degli sposi. Secondo Orosio, Ataulfo:
(Orosio, VII,43.)
Il matrimonio tra Ataulfo e Placidia non trovò però l'approvazione della corte di Onorio, che si rifiutò di negoziare con i Visigoti. A quel punto - era sempre il 414 - Ataulfo proclamò nuovamente imperatore Prisco Attalo, nel tentativo di raccogliere attorno a lui l'opposizione a Onorio. L'avanzata delle legioni di Flavio Costanzo costrinse però i Visigoti ad abbandonare Narbona e ripiegare in Spagna, lasciando Attalo nelle mani di Onorio, che lo condannò al taglio di due dita della mano destra e all'esilio sulle isole Eolie. La tattica di Costanzo era stata di bloccare tutti i porti e le vie di comunicazione impedendo ai Visigoti di ricevere rifornimenti di cibo: in Spagna i Visigoti furono talmente ridotti alla fame dalla tattica di Costanzo che essi furono costretti a comprare dai Vandali il grano a un prezzo esorbitante di una moneta d'oro per ogni trula di frumento (e per tale motivo i Vandali cominciarono a soprannominarli "truli").
A Barcellona, ai due sposi nacque un figlio, di nome Teodosio. Secondo Heather, il matrimonio di Galla Placidia con Ataulfo aveva fini politici: sposando la sorella dell'Imperatore di Roma, Ataulfo sperava di ottenere per sé e per i Visigoti un ruolo di preponderante importanza all'interno dell'Impero, nutrendo forse anche la speranza che una volta deceduto Onorio suo figlio Teodosio, nipote di Onorio, per metà romano e per metà visigoto, sarebbe diventato imperatore d'Occidente in quanto Onorio non aveva avuto figli. Tuttavia, ogni tentativo di negoziazione tra i Visigoti e Roma ad opera di Ataulfo e Placidia fallì a causa dell'opposizione alla pace di Flavio Costanzo, e la dipartita prematura del figlioletto Teodosio dopo nemmeno un anno di età mandò a monte tutti i piani di Ataulfo.
Nel 415 Ataulfo si spense nei pressi di Barcellona, ucciso nelle sue stalle da un servo, di nome Dobbio, che aveva un conto in sospeso con lui: perendo, si era fatto giurare dal fratello che avrebbe restituito Placidia ad Onorio, e di fare di tutto affinché si giungesse alla riconciliazione tra Visigoti e Romani, e affinché entrambe le nazioni vivessero in mutua ed eterna alleanza. L'assassinio di Ataulfo fu presumibilmente ordito dalla fazione della sua corte contraria alla negoziazione con i Romani, i quali imposero sul trono visigoto, con l'intrigo e con la violenza, un certo Sigerico, fratello di Saro; costui, per rendere sicuro il trono, uccise i figli di Ataulfo; umiliò inoltre la moglie di Ataulfo, Placidia, costringendola a camminare a piedi davanti al suo cavallo insieme agli altri prigionieri per diverse miglia; dopo soli sette giorni di regno, tuttavia, fu assassinato.
Il suo successore, Vallia, si riappacificò con l'Impero, ricevendo calorosamente l'ambasciatore Eupluzio che gli era stato inviato da Costanzo per proseguire le negoziazioni, e la pace fu conclusa alle seguenti condizioni: in cambio della pace, della restituzione di Galla Placidia a Onorio, e dell'obbligo di combattere come federato di Roma i Barbari nella Spagna, i Visigoti ricevevano un'immensa quantità di grano (600 000 misure di frumento) e la concessione di stabilirsi come foederati in Aquitania. Galla Placidia fece così trionfalmente ritorno in Italia, andando in sposa, nel 417, proprio a Flavio Costanzo, che nel frattempo assumeva una posizione sempre più preminente a corte.

### La pace con l'Impero, le campagne in Spagna e lo stanziamento in Aquitania (415-418)
Impero d'Occidente (Onorio).
     Aree in rivolta.
     Franchi, Alamanni, Burgundi.
     Vandali e Alani.
     Suebi.
     Visigoti.

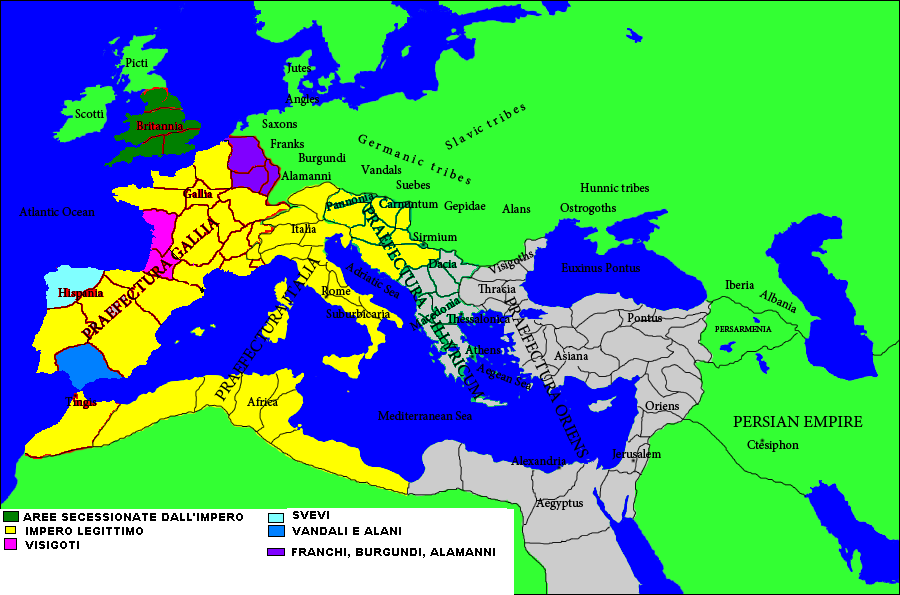
L'Impero romano d'Occidente nel 421.
Impero d'Occidente (Onorio).
Aree in rivolta.
Franchi, Alamanni, Burgundi.
Vandali e Alani.
Suebi.
Visigoti.
Grazie all'operato di Flavio Costanzo, rispetto al 410, l'Impero aveva recuperato la Gallia, sconfiggendo usurpatori e ribelli, e una parte della Spagna, annientando, grazie ai Visigoti, gli Alani.

I Goti condotti da Vallia ottennero dei promettenti ma effimeri a lungo termine successi contro i Vandali e gli Alani in Hispania, come narrato da Idazio:
(Idazio, Cronaca, anni 416-418.)
Ottenuti questi successi, grazie ai quali le province ispaniche della Lusitania, della Cartaginense e della Betica tornarono sotto il precario controllo romano, nel 418 Onorio e Costanzo richiamarono, come era stato stabilito dall'accordo del 415, i Visigoti in Aquitania (una regione della Gallia meridionale), nella valle della Garonna, dove i barbari ricevettero - in base al sistema dell'hospitalitas - terre da coltivare. In base all'hospitalitas, i Visigoti ricevettero un terzo delle case e delle terre della regione dove si insediarono, in quanto almeno formalmente soldati romani: infatti, l'hospitalitas consisteva nella cessione temporanea ai soldati di un terzo delle case nelle quali essi erano provvisoriamente alloggiati; a differenza dei soldati romani, i Visigoti ricevettero tuttavia permanentemente un terzo di queste terre e di queste case e, inoltre, erano esentati dal pagamento delle imposte. L'Aquitania sembra sia stata scelta da Costanzo come terra dove far insediare i foederati Visigoti per la sua posizione strategica: infatti era vicina sia alla Spagna, dove rimanevano da annientare i Vandali Asdingi e gli Svevi, sia al Nord della Gallia, dove forse Costanzo intendeva impiegare i Visigoti per combattere i ribelli separatisti Bagaudi nell'Armorica.

### Stato della città di Roma e dell'Impero nel 418
Roma, prima del sacco, era una città vastissima ed opulenta: Olimpiodoro di Tebe narra che ognuna delle grandi case sembrava da sola una piccola città, esclamando E' città una casa sola; e una sola città comprende mille città minori. Olimpiodoro riferisce poi che i bagni pubblici di Roma erano di una grandezza smisurata: le terme antoniniane avevano 1600 sedili di marmo ben liscio, mentre quelle di Diocleziano circa il doppio. Olimpiodoro riferisce poi che le mura di Roma prima del sacco, secondo le misure dell'ingegnere Amnone, erano lunghe 21 miglia. Sempre secondo Olimpiodoro, molte delle famiglie di Roma avevano una rendita annua di circa 40 000 centenaria di oro, senza tenere in considerazione frumento ed altri beni preziosi, che, se venduti, valevano in oro un terzo della stima sulla rendita annua più sopra menzionata; i pretori celebravano per sette giorni solenni giochi.
I danni riportati dalla città durante il sacco furono ingenti, ma otto anni dopo sia l'Impero che la città di Roma sembravano essersi riprese. I danni provocati dal sacco visigoto furono riparati entro pochi anni e, nel 414, il prefetto della città Albino scrisse che non bastavano gli assegnamenti fatti al popolo per la moltitudine cresciuta, essendovi giunti in un giorno solo 14000 cittadini, segno che la città fu ripopolata. Secondo Sozomeno i sopravvissuti al sacco ricostruirono ciò che era stato distrutto, e testimonianze dell'epoca attestano una profonda fiducia nelle capacità dell'Impero di riprendersi dalle calamità passate: nel 417/418 Claudio Rutilio Namaziano ritornò in Gallia, sua terra natia, dopo essere vissuto per tanto tempo a Roma, e nel suo poema che narra il suo ritorno nella terra natia (intitolato Il ritorno), esprime una profonda fiducia nel futuro:
Nello stesso anno, un poeta cristiano scrisse il Carmen de Providentia Dei nel quale emerge fiducia in una ripresa dell'Impero e un appello a non arrendersi di fronte alle calamità passate e presenti: «Non dobbiamo aver paura: siamo caduti in volo durante la prima battaglia, ma solo per riprendere lo slancio e gettarci di nuovo nella mischia.» L'autore del Carmen, in questo caso, intendeva dire che l'Impero aveva perso i primi scontri, ma se si fosse rinnovato anche dal punto di vista morale (riforma morale), evitando di allontanarsi dalla retta via, e avesse continuato a lottare con tenacia, avrebbe potuto vincere gli scontri successivi.
La ragione di questa rinnovata fiducia furono i successi conseguiti tra il 411 e il 418 dal generale Flavio Costanzo, il quale aveva sconfitto tutti gli usurpatori che si erano rivoltati a Onorio riunificando l'Impero, era riuscito a negoziare una pace con i Visigoti arruolandoli come foederati dell'Impero in cambio del loro stanziamento in Gallia Aquitania e con il loro aiuto era riuscito a recuperare gran parte della Spagna a Vandali, Alani e Svevi, lasciando loro per il momento solo la provincia periferica e sacrificabile della Galizia. Se si confronta lo stato dell'Impero nel 418 con quello del 410, la situazione era notevolmente migliorata: se nel 410 l'Italia era saccheggiata dai Visigoti, la Gallia e l'Hispania Tarraconense erano occupate da usurpatori, il resto della Spagna era occupata da Vandali, Alani e Svevi, e la Britannia e l'Armorica si erano rivoltate separandosi dall'Impero, nel 418 l'Italia era libera dai barbari, la Gallia e la Tarraconense erano state riportate nell'alveo dell'Impero dopo la sconfitta degli usurpatori, e quasi tutta la Spagna romana (a parte la Galizia) era stata liberata dai barbari e riannessa all'Impero.
Nonostante i successi di Costanzo, l'Impero aveva subito delle ferite che non fu possibile cancellare del tutto. Svevi e Vandali in Galizia costituivano ancora una potente minaccia, e avrebbero ripreso ben presto una controffensiva contro l'Impero (nel 420 i Vandali si ripresero la Betica sottraendola di nuovo al controllo dell'Impero). I Visigoti furono stanziati in Aquitania, ricevendo terre da coltivare nella valle della Garonna in base al sistema dell'hospitalitas, e, sebbene ciò non poneva fine per il momento all'autorità romana sulla regione (continuarono ad essere eletti nelle province dell'Aquitania governatori romani per qualche tempo ancora), i Visigoti costituivano di fatto una forza centrifuga che avrebbe ben presto separato definitivamente prima l'Aquitania e poi tutta la Gallia a sud della Loira dall'Impero.
Infatti, le fonti narrano che i proprietari terrieri delle regioni galliche occupate dai Visigoti cercarono degli accordi con gli invasori, tradendo lo stato romano: già nel corso dell'occupazione visigota della Gallia Narbonense del 414-415, i Visigoti avevano goduto non solo dell'appoggio dei ceti inferiori, oppressi dal fiscalismo romano, ma anche della collaborazione con gli stessi proprietari terrieri, i quali avevano riconosciuto Attalo come imperatore legittimo. Questo fenomeno era molto dannoso per l'Impero, perché le rendite imperiali si basavano sull'intesa con i proprietari terrieri, i quali, in cambio di privilegi e della loro difesa tramite le leggi e l'esercito, accettavano di pagare le tasse. Secondo Heather, «l'Impero romano era sostanzialmente un mosaico di comunità locali che in buona misura si autogovernavano, tenute insieme da una combinazione di forza militare e baratto politico: in cambio dei tributi il centro amministrativo si occupava di proteggere le élite locali». Questo baratto politico fu messo in crisi dalla comparsa dei Visigoti: i proprietari terrieri gallici, lasciati indifesi dall'Impero e non potendo correre il rischio di perdere la loro principale fonte di ricchezza, costituita dalle terre, allentarono i loro legami con l'Impero e acconsentirono a collaborare con i Visigoti, ricevendone in cambio protezione, privilegi e la garanzia di poter conservare le proprie terre.
Una testimonianza di questo processo è costituita dallo scrittore e proprietario terriero gallico Paolino di Pella, che per la sua collaborazione con il regime visigoto fu ricompensato da Attalo con la nomina a comes rerum privatarum e con l'esonero dal dover ospitare i Visigoti nelle proprie proprietà terriere. Il suddetto scrittore attesta che altri proprietari terrieri, che furono invece costretti a dover ospitare i Goti, ricevettero da essi in cambio protezione contro eventuali minacce militari. Paolino di Pella affermò addirittura, a decenni di distanza, che «la pace gotica resta a tutt'oggi una pace da non deplorare, dal momento che vediamo molti, nel nostro stato, prosperare con il favore dei Goti, mentre prima avevamo dovuto sopportare ogni sventura».
Costanzo, tuttavia, aveva compreso la gravità di questo problema e cercò di limitarne gli effetti ricostituendo nel 418 il Consiglio delle sette province della Gallia, che si riuniva ad Arelate e metteva a contatto ogni anno i proprietari terrieri gallici con il centro imperiale. Poiché la comparsa dei Visigoti e la latitanza del potere centrale romano avevano spinto parte dei proprietari terrieri a collaborare con i Barbari, il consiglio cercò di ristabilire un'intesa e una comunanza di interessi tra centro imperiale e proprietari terrieri gallici. È possibile che il consiglio svoltosi nel 418 abbia riguardato lo stanziamento in Aquitania dei Visigoti e delle conseguenze che ciò avrebbe portato per i proprietari terrieri. Al consiglio partecipavano anche i governatori provinciali di Novempopulana e di Aquitania II, nonostante in quelle province si fossero insediati i Visigoti, a conferma del fatto che quelle due province continuavano a far parte almeno nominalmente dell'Impero. Costanzo, conscio comunque che quelle due province erano difficilmente controllabili dal governo centrale a causa dell'insediamento dei Visigoti, stabilì che nel caso i due governatori provinciali non avessero potuto presentarsi al consiglio per motivi riconducibili a una occupatio certa, avrebbero potuto inviare legati in loro rappresentanza. Malgrado ciò, i Visigoti, godendo del sostegno delle popolazioni locali e dei proprietari terrieri, non tardarono nel giro di pochi anni a diventare, per usare le parole di Salviano di Marsiglia, gli effettivi domini ac possessores soli romani ("padroni e possessori del suolo romano") in Aquitania, espandendo successivamente i loro territori su tutta la Gallia a sud della Loira e su gran parte della Spagna.
Inoltre il gettito fiscale dell'Impero tra il 405 e il 418 era crollato a dismisura a causa delle devastazioni apportate dai barbari: la Britannia si era separata dall'Impero fin dal 410 e non versava da allora tributi al centro imperiale, le tasse delle regioni occupate da Vandali, Alani e Svevi in parte della Spagna romana non pervenivano più nelle casse dello stato a Ravenna, mentre il resto dell'Impero aveva subito parecchi danni a causa delle invasioni: l'Italia era stata saccheggiata dai Visigoti di Alarico, la Spagna dagli invasori del Reno e la Gallia da entrambi. Le devastazioni subite da quelle province furono tali da compromettere la loro capacità di versare le tasse allo stato alla quota normale, per cui gli imperatori furono costretti ad abbassare le tasse in quelle province, comportando una ulteriore diminuzione del gettito fiscale. Per esempio nel 412 alle province italiche devastate dai Visigoti fu concessa la riduzione delle imposte a 1/5 della quota normale. La conclusione che si può trarre che il gettito fiscale dello stato nel 418 era calato in maniera considerevole rispetto al 405.
Una riduzione del gettito fiscale determinò inoltre un indebolimento dell'esercito: secondo la Notitia dignitatum, infatti, nel 420 l'esercito campale occidentale consisteva di 181 reggimenti, di cui però solo 84 esistevano prima del 395. Ipotizzando che nel 395 l'esercito campale occidentale avesse all'incirca lo stesso numero di reggimenti dell'esercito orientale (ovvero circa 160), questo vuol dire che le invasioni avevano cagionato la perdita di almeno 76 reggimenti comitatensi (equivalenti a circa 30 000 uomini, il 47,5% del totale), che, per problemi di bilancio, dovettero essere rimpiazzati promuovendo numerosi reggimenti di frontiera a comitatensi piuttosto che arruolando nuove truppe. Il numero di veri comitatenses (escludendo quindi le truppe di frontiera promosse per colmare le perdite) era quindi diminuito del 25% (da 160 a 120 reggimenti).